# ニッカウヰスキー
ニッカウヰスキー株式会社（ニッカウイスキー、英: THE NIKKA WHISKY DISTILLING CO. LTD）は、日本の洋酒メーカー。アサヒグループの機能子会社。
1934年（昭和9年）、広島県賀茂郡竹原町（現・竹原市）出身の竹鶴政孝によって北海道余市郡余市町に「大日本果汁株式会社」が設立され、同社の略称「日果（）」の片仮名書きが現在のブランド名になっている。
2001年 （平成13年）、筆頭株主のアサヒビール（現在のアサヒグループホールディングス）が全株式を取得し、同社の完全子会社となった。ニッカウヰスキーが製造する商品の販売はアサヒビールが行っている。

## 歴史

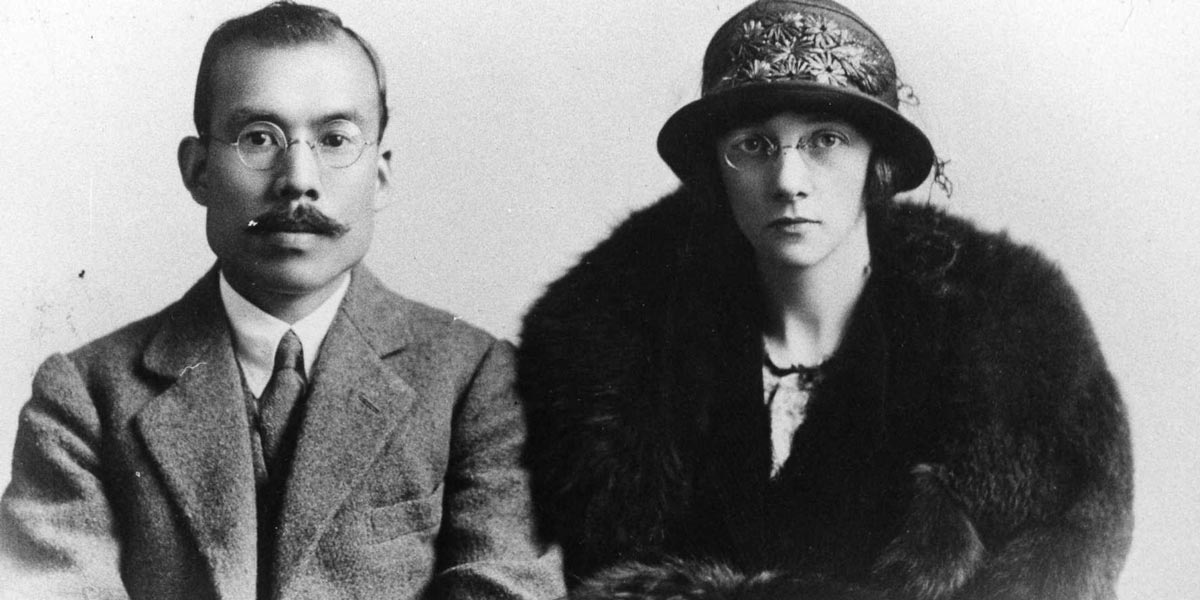
創業者の竹鶴政孝と妻のリタ

寿屋（サントリーホールディングスやサントリー〈二代目法人〉の前身）でウイスキー製造に従事していた竹鶴政孝が、スコットランドに近い気候の北海道でウイスキー作りをするために退社し、資本を集めて北海道余市で創業したのが始まりである。
1934年（昭和9年）7月2日、大日本果汁株式会社を設立。本店（本社）を東京府東京市大森区新井宿（現在の東京都大田区山王）とし、資本金10万円で発足。
最初期の筆頭株主は、加賀証券社長の加賀正太郎。加賀は社内では「御主人様」と呼ばれ、創業者の竹鶴は専務と呼ばれた。
ウイスキーは製造開始から出荷まで数年かかるため、経営基盤を固めるために最初期は余市周辺の特産品であったリンゴを原料に、リンゴジュース（商品名は「ニッカ林檎汁」）を製造・販売した。しかし、創業者竹鶴の品質へのこだわりはリンゴジュースにも及び、高価な果汁100%ジュースしか出荷しなかったため、あまり売れなかったという。リンゴジュースの不振をカバーするため、リンゴやブドウを原料にゼリーやケチャップなども販売した。
1935年4月に販売開始したリンゴジュースは、時間が経つと混濁する性質があり、そうなると当時の規制では販売できず、混濁したものは返品されることとなった。同年10月、この返品されたリンゴジュースを原料にして、ブランデーおよび甘味林檎酒を製造することにしたが、竹鶴はブランデー製造時期外に蒸留器を遊ばせておくのはもったいないとして、大麦を仕入れてウイスキーも製造することにした。1936年8月にブランデー・ウイスキーの製造免許を取得、ブランデーとウイスキーの製造を行った。その後、追加の設備投資が必要になる本格的なウイスキー製造は、赤字が解消されるまではと見合わせたが、1939年に経営状況が改善されないままウイスキー製造を開始した。
1940年（昭和15年）にウイスキーの出荷を開始。製品は「ニッカウヰスキー」と名づけられた。直後にウイスキーは統制品となり、大日本果汁は海軍監督工場となった。当時スコッチウイスキーの国内最大の消費者は帝国海軍であったが、イギリスからのウイスキー輸入が途絶えたため、日本国産ウイスキーへの需要が高まった。このときは将校への配給用の酒を製造するために優先的に原料の大麦が割り当てられたため、事業の継続が可能となった。
1943年（昭和18年）、竹鶴政孝が社長に就任。
終戦後、他社から相次いで低質の三級ウイスキーが発売されるが、品質にこだわり、低価格商品を投入しなかったため再度経営が苦しくなる。加賀は経営上の理由から再三、三級の発売を要求。1950年（昭和25年）に三級ウイスキー（商品名「ニッカスペシャルブレンドウヰスキー」）を発売するが、原酒を当時の税法の制限いっぱいの5%ぎりぎりまで入れた。着色料も合成色素ではなく、自社製造したカラメルを使用した。
1952年（昭和27年）、商号をニッカウヰスキー株式会社に変更し、本社を東京都中央区日本橋に移転。社名に使われている歴史的仮名遣の「ヰ」は、ウイスキーは水が命なので井戸の「井」を使って登記しようとしたところ、当時漢字とカタカナを混在させての社名登記ができなかったため、似たカタカナの「ヰ」を用いた。また、Whiskyの「wi」の発音に近いからという。同年、港区麻布（現・六本木ヒルズ所在地）に東京工場を設置した。この工場は瓶詰めを行うためのものであった。余市から東京への輸送コストを抑えるのが主目的であるが、当時、ウイスキーは出荷時に課税されていたため、輸送時の破損分への課税を防ぐためにも、大消費地に瓶詰め工場を置くことが必要であった。
1954年（昭和29年）、ニッカは銀行からの融資を断られるようになり、資金面で苦しい状況におかれていた。また、大株主であり取締役でもある加賀は健康上の問題を抱えていた。このような状況から、加賀は自身に代わるニッカの後ろ盾となる存在が必要と考え、長年の交友がある朝日麦酒社長の山本爲三郎にかけあい、朝日麦酒の資本参加を実現させた。この資本参加で、主要株主の加賀家・芝川家保有株式から、発行済株式の半数にあたる株式が朝日麦酒に譲渡された。御主人様とまで呼ばれた事実上の社主の突然の行動に、ニッカ社内は騒然となるが、社長の竹鶴は、当時の朝日麦酒社長が知人であることから全く動じなかった。加賀は敢えて竹鶴の知人を売却相手に選んだのだと考えられている。朝日麦酒は財務強化のために増資し、営業力強化のため弥谷醇平を派遣したが、経営介入はほとんどなかった。
当時、ニッカの二級ウイスキー（かつての三級ウイスキー）は他社製より高く、あまり売れていなかった。弥谷が「全国売上が87%伸びれば価格を下げても黒字になる」と竹鶴を説得。1956年（昭和31年）、新二級ウイスキーの「丸壜ニッキー」 を競合と同価格で発売した。積極的なセールス活動を行った結果、ニッカの二級ウイスキーの売り上げは1年で倍増し、ニッカの販売額も業界3位から2位に浮上した。またこれにより他社のセールス活動も激化。ウイスキー販売戦争となった。当時、洋酒ブームが起きており、ニッカ以外も含めた日本でのウイスキー消費量全体も増加した。
1959年（昭和34年）、朝日麦酒による増資支援をうけて西宮工場を開設。1962年（昭和36年）には朝日麦酒の全額出資により、ニッカへグレーンスピリッツを供給することを目的とした朝日酒造株式会社を設立。1964年（昭和38年）、西宮工場隣接地に朝日酒造の工場が完成し、グレーンウイスキーが製造できるようになりブレンドの幅が広がった。朝日酒造は1969年（昭和44年）にニッカウヰスキーに吸収合併された。1999年（平成11年）、グレーンウイスキー製造設備は仙台工場に移設された。
1960年（昭和35年）、朝日シードル株式会社の事業を朝日麦酒より譲受され、創業時から手がけていたアップルワインやアップルブランデーなどりんご製品の製造を1965年（昭和40年）までに余市から弘前工場に移管した。
1964年（昭和39年）、日本初のモルトウイスキーとグレーンウイスキーをブレンドした二級ウイスキー（当時）「ハイニッカ」を発売。翌1965年（昭和40年）には同じく2種のウイスキー原酒をブレンドした一級ウイスキー（当時）、新「ブラックニッカ」を発売する。ハイニッカ、新ブラックニッカに対し、業界首位のサントリーも対抗製品を発売して応戦。再びウイスキー販売戦争が起こった。
1967年（昭和42年）、東京工場は拡張の余地がない上、道路用地収容によりむしろ縮小することになったため、新東京工場（現・柏工場）を千葉県柏市に開設。旧東京工場は施設を改築し、麻布工場に改称した。
1969年（昭和44年）には、余市蒸溜所に続き2番目の蒸溜所となる宮城峡蒸溜所（仙台工場）を宮城県宮城郡宮城町（現・仙台市青葉区）に開設。この工場の建設候補地を見学に来た際、創業者の竹鶴政孝が、この地を流れていた新川川の流れを見て、突然、その水でブラックニッカの水割りを作って飲みはじめ、その場で建設を決めたという。このとき、竹鶴はその川の名が新川ということを知らなかった。地元の人に川の名を尋ねると、「にっかわ」という答えが返ってきたので、何故、既にニッカが工場を作ることが知られているのかと驚いたという逸話も残っている。
1989年（平成元年）、東証二部上場。操業を停止していたスコットランドのベン・ネヴィス蒸溜所を買収。
2001年（平成13年）、アサヒビールがニッカの全株式を取得。完全子会社化した。
2011年（平成23年）7月1日に親会社のアサヒビール（初代法人）は持株会社移転により「アサヒグループホールディングス株式会社」に商号を変更し、ニッカはアサヒビール（二代目法人）の機能子会社となった。
2015年（平成27年）、「インターナショナル・スピリッツ・チャレンジ2015」にて、優れた酒造メーカー1社にのみ贈られる“ディスティラー・オブ・ザ・イヤー”を受賞。
2022年（令和4年）8月1日付で本社をアサヒグループホールディングスと同じ墨田区へ移転したほか、同年9月1日付で登記上の本店を余市町へ移転した。

### 沿革
- 1934年（昭和9年）

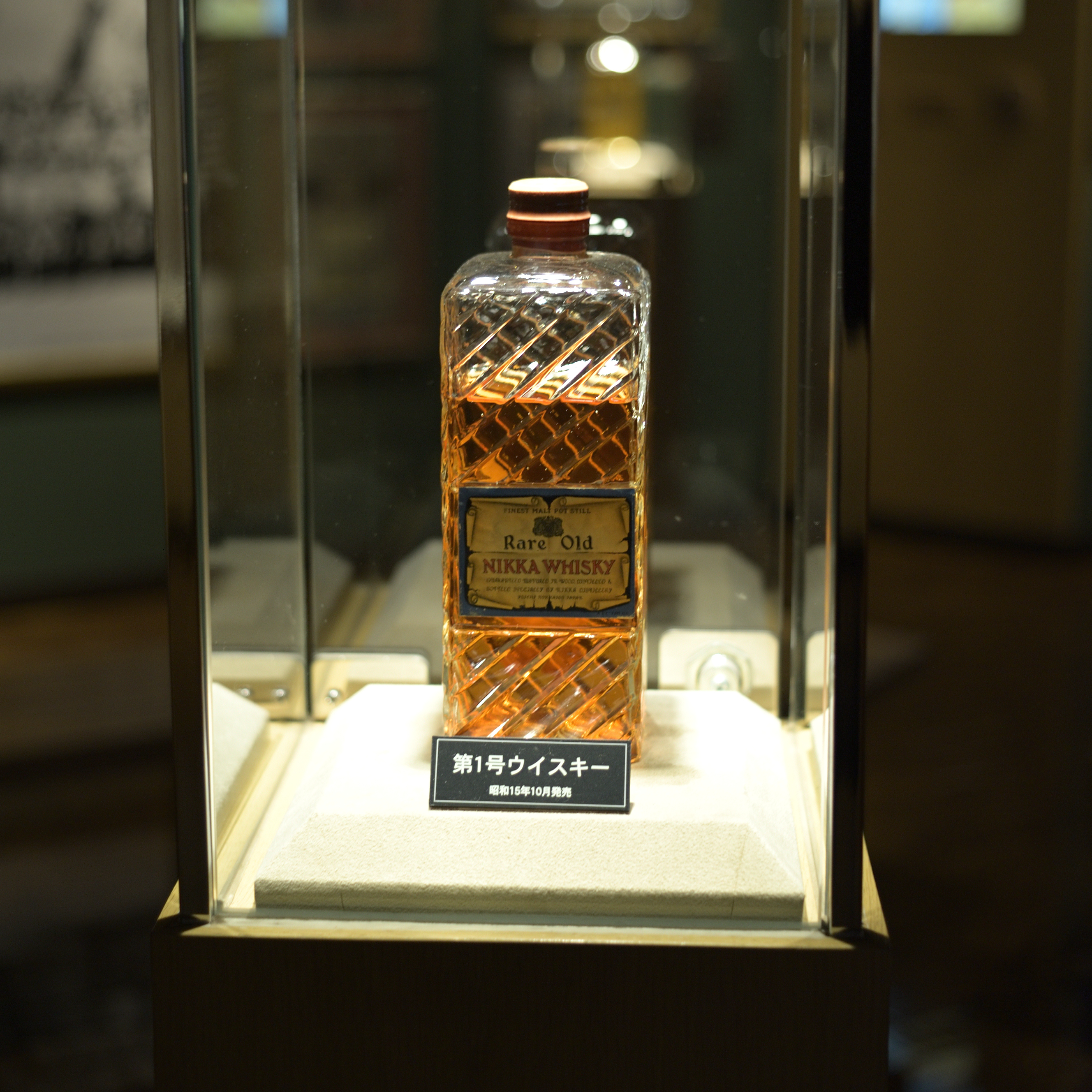
第1号ウイスキー

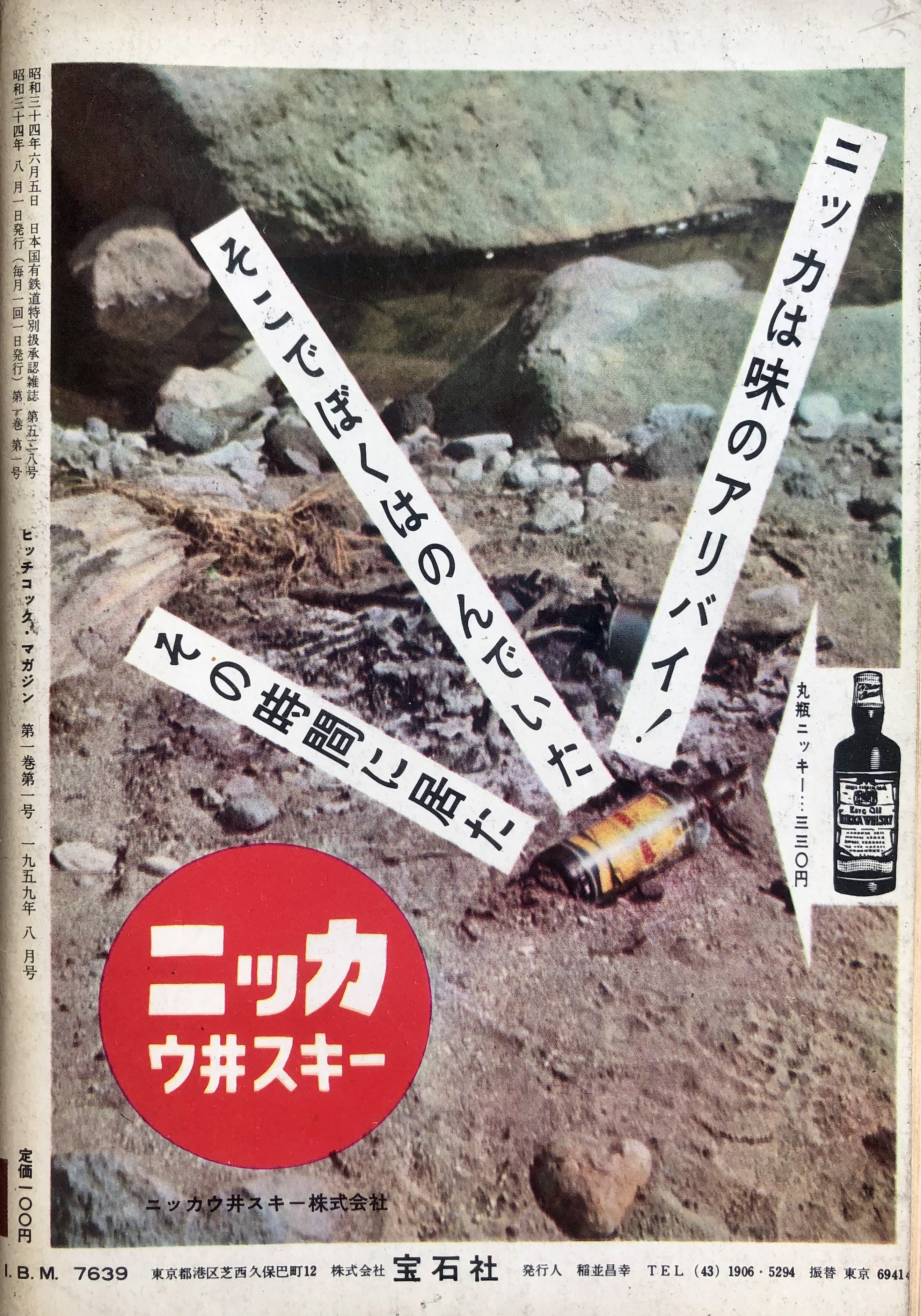
丸びんニッキーの広告（1959年）

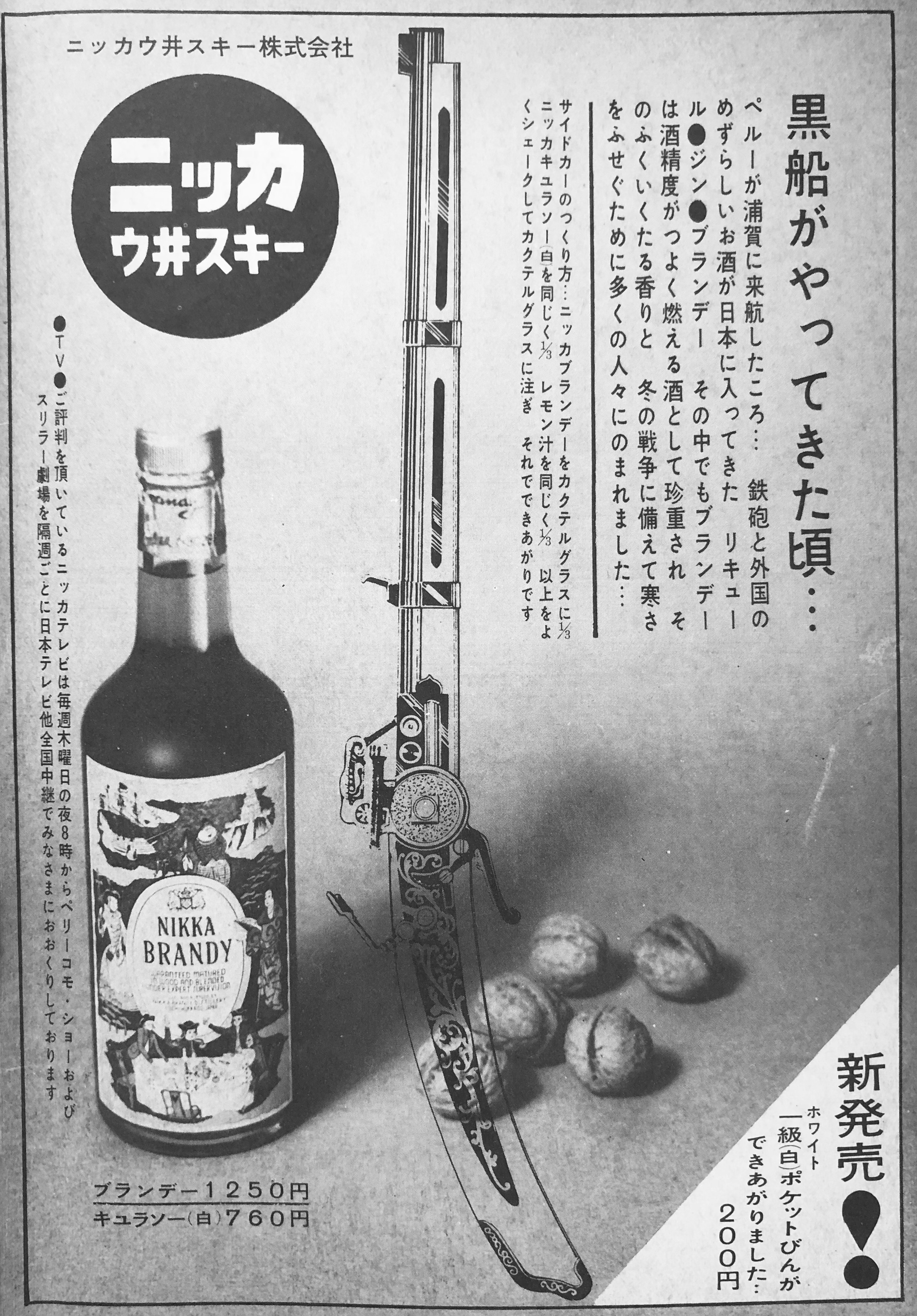
ニッカブランデーの広告（1960年）

  - 7月2日 - 大阪市の芝蘭社家政学園にて大日本果汁株式会社設立総会開催[47] 、資本金を10万円として、本店を東京府東京市大森区新井宿に置く[7]。
  - 10月 - 北海道余市郡余市町に北海道工場（余市蒸溜所）を創業[48]。
- 1935年（昭和10年）4月 - 「ニッカ林檎汁」販売開始[49]。
- 1936年（昭和10年）- ブランデー・ウイスキー製造免許取得[14]。
- 1937年（昭和12年）8月 - 販売会社百華事業株式会社を設立[49]。
- 1938年（昭和13年）9月 - 「ニッカアップルワイン」販売開始[49]。
- 1940年（昭和15年）6月 - 「ニッカウヰスキー」、「ニッカブランデー」販売開始[49]。ウイスキー販売の開始。
- 1944年（昭和19年）12月 - 百華事業株式会社を合併[49]。
- 1950年（昭和25年）8月 - 「ニッカスペシャルブレンドウヰスキー」（3級）販売開始[50]。
- 1952年（昭和27年）
  - 3月 - 瓶詰を目的とした東京工場を東京都港区麻布に開設[25]。
  - 4月 - 本社を東京都中央区日本橋に移転[50]。
  - 8月 - 商号をニッカウヰスキー株式会社に変更[50]。
- 1954年（昭和29年）
  - 未詳 - 北海道支店を札幌に移転。
  - 6月 - 大株主の加賀正太郎が朝日麦酒株式会社（現・アサヒグループホールディングス株式会社）に持ち株を売却。同社の傘下に入る。
  - 8月 - アサヒビール株式会社が資本参加[44]。
- 1956年（昭和31年）
  - 6月 -「ブラックニッカ」（特級）販売開始[50]。
  - 11月 -「丸びんニッキー」（新2級）販売開始[50]。
- 1959年（昭和34年）9月 - 兵庫県西宮市に西宮工場が開設[51]。
- 1960年（昭和35年）10月 - 朝日麦酒より朝日シードル株式会社の事業を譲受。青森県弘前市に弘前工場の操業開始[52]。
- 1961年（昭和36年）12月 - アメリカのヒューブライン（英語版）社と技術提携[53]。スミノフ・ウォッカの製造販売開始[52]。
- 1962年 (昭和37年)
  - 10月 - 「スーパーニッカ」販売開始[52]。
  - 11月 - イギリスからカフェ式（英語版）連続式蒸溜機を購入し、西宮工場に導入。琉球ニッカウヰスキー株式会社をアメリカ統治下の沖縄に設立[51]。
- 1963年（昭和38年） 
  - 3月 - イギリスのギルビー社と技術提携[53]。
  - 11月 - 「ギルビー・ジン」の製造販売開始[52]。
- 1964年（昭和39年）2月 - 「ハイニッカ」販売開始[52]。
- 1965年（昭和40年）
  - 5月 - 佐賀県鳥栖市に九州工場を開設[52]。
  - 9月 - 新「ブラックニッカ」販売開始[52]。
- 1966年（昭和41年）3月 - 朝日シードル株式会社を朝日酒造株式会社に吸収合併[54][33]。
- 1967年（昭和42年）6月 - 千葉県柏市に瓶詰を目的とした新東京工場 (後の柏工場) を開設[52]。
- 1969年（昭和44年）
  - 4月 - 朝日酒造株式会社を吸収合併[55]。
  - 5月 - 宮城県宮城郡宮城町（現・仙台市青葉区）に仙台工場（宮城峡蒸溜所）を開設[55]。
- 1970年（昭和45年）
  - 10月 - フランスのキューゼニア社と技術提携[55]。
  - 11月 - 新「スーパーニッカ」販売開始[55]。
- 1972年（昭和47年）6月4日 - 社長の弥谷醇平死去[55]。
- 1976年（昭和51年）11月 - 「鶴」販売開始[56]。
- 1977年（昭和52年）9月 - 栃木プラント開設[56]。
- 1979年（昭和54年）8月29日 - 創業者の竹鶴政孝が死去[56]。
- 1982年（昭和57年）4月11日 - 東京都港区南青山に本社ビル完成・移転。
- 1984年（昭和59年）
  - 11月 -「シングルモルト北海道」販売開始[57]。国産初のシングルモルトウイスキー。
  - 12月 - 生産技術研究所、新研究棟を建設。
- 1985年（昭和60年）10月 - 「フロム・ザ・バレル」販売開始[57]。
- 1989年（平成元年）
  - 1月 - アメリカのジム・ビーム・ブランズ社（現・サントリーグローバルスピリッツ）と提携[58]。「ジム・ビーム」の輸入販売開始。
  - 4月 - スコットランドのベン・ネヴィス蒸溜所を買収。
  - 4月 - 「シングルモルト余市12年」販売開始[58]。
  - 6月 - 「シングルモルト仙台宮城峡12年」販売開始[58]。
  - 6月 - 九州工場を大分県日田市に移転[59]。
  - 9月 - 東証二部に上場[44]。
  - 12月 - フランスのドンピエール蒸溜所を買収[58]。ブランデー原酒の製造開始。
- 1990年（平成2年）
  - 2月 -「オールモルト」販売開始[58]。
  - 4月 - 韓国の宝梅醸造（朝鮮語版、英語版）と提携[58]。
- 1991年（平成3年）7月1日 - 資本金を149億8,934万4,849円に増資。
- 1992年（平成4年）2月 - 柏工場に缶ラインを導入[36]。
- 1998年（平成10年）
  - 4月 - 北海道工場にウイスキー博物館を建設[60]。
  - 6月 - 「ニッカウヰスキー34年」販売開始[61][62]。日本国内最長熟成ウイスキー[62]。
  - 12月 - 琉球ニッカウヰスキー株式会社をアサヒビールへ譲渡（現・沖縄アサヒ販売株式会社）[63]。
- 1999年（平成11年）
  - 3月 - 生産向上を目的として九州工場操業停止[64]。
  - 8月 - 西宮工場に導入されたカフェ式連続式蒸溜機を仙台工場に移設[65]。
- 2000年（平成12年）11月 - 「竹鶴12年ピュアモルト」販売開始[66]。
- 2001年（平成13年）
  - 1月 - 上場廃止[44]。
  - 2月 - アサヒビールが同社の全株式を取得し、完全子会社化[44]。
  - 4月 - 営業部門をアサヒビールに譲渡[44]し、製造一本となる[66]。
  - 12月7日 - 公式ホームページwww.nikkawhisky.co.jpを閉鎖し、www.nikka.comへ一本化。
- 2002年（平成14年）
  - 7月 - 世界最大のウイスキー愛好者団体SMWSに余市蒸溜所が116番目の認定。イギリス以外の蒸溜所では初認定。
  - 9月 - 北海道工場が「緑化優良工場」として経済産業大臣賞を受賞。
  - 12月 - 余市郊外の山田町に存在した竹鶴邸を北海道工場内に移築[66]。
- 2004年（平成16年）10月 - 北海道工場が北海道遺産に選定[67]。
- 2005年（平成17年）2月 - 北海道工場の一部建造物が国の登録有形文化財に登録される（2022年〈令和4年〉、国の重文指定に伴い登録抹消[68]）[67]。
- 2006年（平成18年）1月1日 - アサヒビールの子会社であったアサヒ協和酒類製造を吸収合併[67]。福岡県北九州市門司区の門司工場を譲受し、操業開始。
- 2011年（平成23年）
  - 7月1日 - アサヒビールが持株会社移転によりアサヒグループホールディングス株式会社となり、新法人となったアサヒビール株式会社の機能子会社となる。
  - 7月 - 鹿児島県のさつま司酒造株式会社、山梨県のサントネージュワイン株式会社を傘下に収める[67]。
- 2014年（平成26年）12月17日 - 竹鶴威 (相談役) が死去[67]。
- 2017年（平成29年）
  - 3月29日 - 同年2月に設立した農業生産法人「サントネージュ・ニッカ余市ヴィンヤード株式会社」を通じて、北海道余市町に日本ワイン用ぶどう畑の農地を取得[4]。
  - 9月1日 - さつま司酒造株式会社を吸収合併[69]。
- 2021年（令和3年）8月31日 - サントネージュワイン全株式をサン.フーズへ譲渡[70]。これに伴い、翌9月1日付でサントネージュ・ニッカ余市ヴィンヤードの商号をニッカ余市ヴィンヤード株式会社へ変更。
- 2022年（令和4年）
  - 2月9日 - ニッカウヰスキー余市蒸溜所施設の事務所棟ほか計10棟が国の重要文化財に指定される（登録有形文化財の登録は抹消）[71]。
  - 8月1日 - 本社をアサヒグループホールディングスと同じ墨田区吾妻橋のアサヒビール本社ビルへ移転[72]。
  - 9月1日 - 登記上の本店を北海道余市町へ移転[72]。
- 2024年（令和6年）
  - 3月 - 西宮工場操業終了[73]。以後、ニッカウヰスキーのオリジナル製品の製造・出荷に関しては千葉の柏工場に集約されることとなった。

### 歴代マスターブレンダー
- 初代 - 竹鶴政孝[74]
- 第2代 - 竹鶴威
- 第3代 - 佐藤茂生[75][76][77]
- 第4代 - 山下弘[74]

## 製品

### ウイスキー

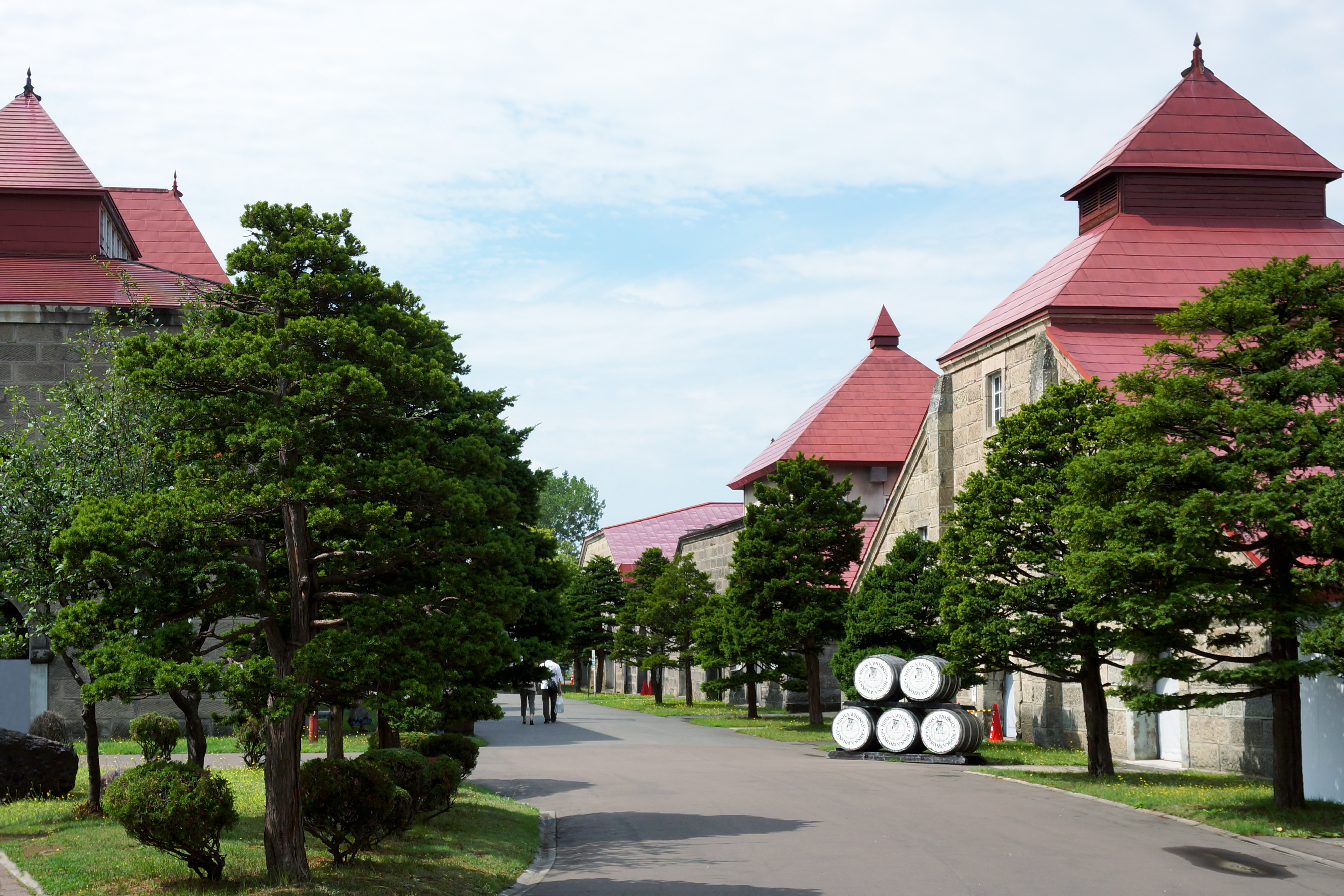
余市蒸溜所

北海道余市郡余市町に余市蒸溜所、宮城県仙台市青葉区に宮城峡蒸溜所を開設しており、余市ではモルトウイスキー（主原料：大麦麦芽）、宮城峡ではモルトウイスキーとグレーンウイスキー（主原料：トウモロコシ）を製造している。それぞれのモルトウイスキーは蒸溜所内での熟成後に千葉県の柏工場に送られブレンド・瓶詰めされる。なお、宮城峡蒸溜所で製造されたグレーンウイスキーの熟成ならびにブレンドされたウイスキーの再貯蔵は、栃木県の栃木工場で行う。
余市・宮城峡で製造されたモルトウイスキー原酒は、蒸留に使用するポットスチルの違いにより性格が全く異なる。余市では一次二次とも共に世界で唯一のものとなった『石炭直火式蒸溜』を続けており、独特の香りがウイスキーに残る。また宮城峡でのグレーンウイスキー蒸溜には効率は落ちるものの原料本来の香味が残りやすいという特徴がある世界でも例が少なく日本では唯一のカフェ式連続式蒸溜機を使用する。
余市蒸溜所は、2002年にモルトウイスキー愛好者団体SMWSにより、英国以外の蒸溜所で初の認定 (No.116) を受けた。宮城峡蒸溜所も2004年にSMWS認定 (No.124) を受けた。

#### ブレンデッドウイスキー
モルトウイスキーとグレーンウイスキーをブレンドしたウイスキー。
- 竹鶴35年 ※数量限定品
- 鶴 ※2015年8月に一旦終売となったが2016年9月よりノンエイジとして余市蒸溜所、および宮城峡蒸溜所限定販売品として再発売
  - 鶴[80] (1976年10月 – 2006年11月)
  - 鶴 17年[81] (2006年12月 – 2015年8月)
  - 鶴ウイング (関東地方限定) (1996年 – ?)
  - 鶴 余市蒸溜所・宮城峡蒸溜所限定品 (2016年9月 – )[82][出典無効]
- ザ・ニッカ
  - 2014年にニッカウヰスキー創業80周年、竹鶴政孝の生誕120周年を記念して作られた新しいブランドである[83]。
- ニッカフロンティア
  - 2024年10月1日発売予定。
- ザ・ブレンド (ザ・ブレンド・オブ・ニッカ) / ニュー･ブレンド ※終売品 (1986年 – 2015年8月)
  - 1986年にニッカウヰスキーから発売された、モルト原酒をベースにグレーン原酒をブレンドした[84]商品である。
- キングスランド ※終売品
- 1974年にニッカウヰスキー創業40周年、竹鶴政孝の生誕80周年を記念して作られたブランドの一つ。
  - キングスランド 丸びん (1974年11月 – 1978年)
  - キングスランド 角びん (1978年11月 – 2010年)
  - キングスランド 特選ブレンド (1997年11月限定)
  - キングスランド ポットスチル型ボトル
- スーパーニッカ
  - 1962年発売[85]。竹鶴政孝が1961年に死去した妻リタへ捧げる新しいウイスキーとして開発した[85][86]。
- フロム・ザ・バレル
  - 1985年発売。極力割り水を抑え51度と高めのアルコール度数で販売されている商品である。
- G&G ※終売品 (1968年10月 – 2015年8月)
  - ゴールドニッカの系譜を受け継いだゴールド&ゴールドは特級の普及品として発売されたブレンデッド・ウイスキーである。
- オールモルト ※終売品  (1990年2月 – 2016年8月)
  - ニッカウヰスキー独自のカフェモルトをモルト原酒とブレンドする「オールモルト製法」で作られたモルト100%ウイスキーである。
- モルトクラブ ※終売品 (1995年 – 2015年8月)
  - 甘くやわらかな香りと飲みやすくすっきりとした後味が特長の「オールモルト」の姉妹品である。単式蒸溜器とカフェ式連続式蒸溜機の原酒をブレンドしている[87]。このためピュアモルトウイスキーには分類されない。
- ブラックニッカ
  - 1956年、モルトウイスキーに中性スピリッツ (ブレンド用アルコール) を配合したスコッチタイプの本格ウイスキーとして発売。1965年発売の新ブラックニッカから余市蒸溜所で熟成されたモルトウイスキーにカフェグレーンを配合し、1985年発売のブラックニッカ スペシャルからこれらに加え、更に宮城峡蒸溜所で熟成されたモルトウイスキーも配合されるようになった[88]。
- ハイニッカ
  - 1964年発売[89]。二級ウイスキーとして発売当時500円という低価格で発売されて大人気となった商品である[89]。晩年の竹鶴政孝が愛飲していたことでも知られる[89]。
- ニューカーム (コープブランド)
- みちのく港町倶楽部 (限定品)
- 伊達 (宮城県限定)
- 博多 (福岡県限定) ※終売品 (1992年頃 – 2015年8月)[90][信頼性要検証]
- 博多倶楽部 (福岡県限定) ※終売品 (? – 1999年?)
- ニッカスペシャルブレンドウヰスキー (3級) ※終売品 (1950年8月 – 1956年)
- ゴールドニッカ ※終売品 (1955年11月 – 1968年?)
- 丸びんニッキー (新2級) ※終売品 (1956年11月 – 1962年)
- ベアーニッカ ※終売品 (1957年11月 – ?)
- ホワイトベアー ※終売品 (1958年11月 – ?)
- ベアーニッカ 角びん ※終売品 (1960年6月 – ?)
- グランドニッカ ※終売品
  - グランドニッカ 2級 (1960年10月 – ?)
  - グランドニッカ 特級 (1970年5月 – ?)
- エキストラニッカ ※終売品 (1962年9月 – 1998年6月)
- ホワイトニッカ ※終売品 (1968年6月 – 1976年)
- ノースランド ※終売品
  - ノースランド 丸びん (1972年9月 – 1992年)
  - ノースランド 角びん特級 (1973年10月 – 1989年)
- スペシャルエイジ ※終売品
  - スペシャルエイジ 陶器ボトル (1974年11月 – 1982年)
  - スペシャルエイジ (1982年11月 – 1989年)
- 黒角ニッカ ※終売品 (1978年10月 – 1989年)
- フォーチュン80 ※終売品 (1980年10月 – 1997年3月)
- マイルドニッカ ※終売品 (1983年9月 – 1997年3月)
- yz ※終売品 (1984年7月 – 1993年5月)
- ノーサイド ※終売品 (1984年9月 – 1993年5月)
- メモリアル50 (限定品) (1984年6月)
- コーンベース ※終売品
  - コーンベース (1987年8月 – 1994年)
  - コーンベース 陶器ボトル (1990年)
- ライベース ※終売品
  - ライベース (1987年8月 – 1994年)
  - ライベース 陶器ボトル (1990年)
- モルト&ライコネクション ※終売品 (1987年10月 – 1998年6月)
- 樽出しウイスキー原酒 ※終売品 (1988年6月 – 1995年3月)
- ヘルムスマン ※終売品 (1988年 – ?)
- グランドエイジ ※終売品 (1989年4月 – 1996年)
- スーパーセッション ※終売品 (1989年7月 – 1994年)
- チョイス ※終売品 (1989年11月 – 1995年)
- プライズ ※終売品 (1990年10月 – 1997年4月)
- ウェルエイジング ※終売品 (1992年11月 – 1996年9月)
  - ウェルエイジング 17年
  - ウェルエイジング 21年
  - ウェルエイジング 25年
- 昴 (北海道限定) (1994年6月 – 2004年2月)
- 秘伝 (限定品) (1994年6月)
- 秘伝 15年 (限定品) (1994年6月)
- ザ・横濱 (限定品) (1995年)
- ザ・国分町 (限定品) (1996年 – 1997年)
- 小樽 (北海道限定) (1996年)
  - 小樽 11年
  - 小樽 16年
- エイジングトリプル (AT) ※終売品 (1996年5月 – 1998年6月)[91]
- 今宵一献 ※終売品 (1996年 – ?)
- 劔 ※終売品 (1998年10月 – 2001年3月)
- アクアウイスキー (北海道限定) (1999年6月 – 2003年1月)
- 楽人 (東北地方限定限定) (2000年7月 – ?)
- 黒船物語 (限定品) (2002年)
- モルト100ウイスキー12年2006エレガントスタイル (限定品) (2006年3月)
- ザ・千葉ブレンド (千葉県限定) (2007年1月)
- ニッカブレンデッドウイスキー ※終売品 (2012年9月 – ?)
- 岳温泉倶楽部 (限定品)
- 琉球ニッカウヰスキー (沖縄県限定)
- 北蒸溜所 ※終売品
- 慶喜 ※終売品

#### モルトウイスキー
大麦麦芽だけを原料としたウイスキー。同じ蒸溜所のモルトウイスキーをヴァッティングしたものを「シングルモルトウイスキー」、複数の蒸溜所のモルトウイスキーをヴァッティングしたものを「ピュアモルトウイスキー」と呼ぶ。アルコール度数調整のための加水も行う。
- シングルモルト余市

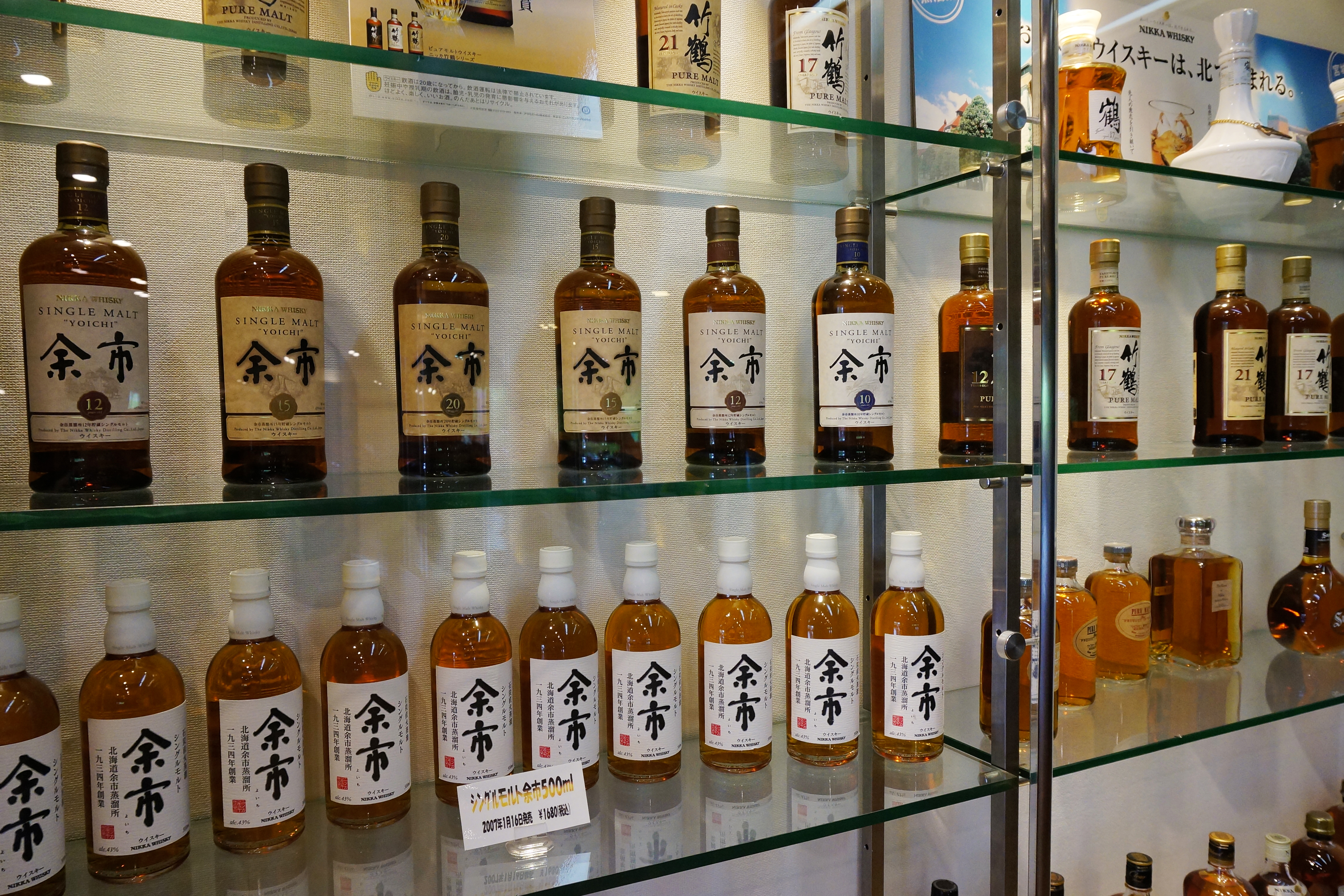
シングルモルト余市

  - 発売開始は1989年。ニッカの原点ともいえる余市蒸溜所のモルトのみを使用。2022年現在、ノンエイジ、10年のみのラインアップとなっている。過去は20年・15年・12年・10年が存在[92]し、2015年8月に終売となったが、10年が2022年に7年ぶりに新ラベルで発売開始した。
  - 1987年製造分が2008年WWA (ワールド・ウイスキー・アワード)[注釈 4]世界最優秀賞 (WORLD'S BEST SINGLE MALT WHISKY)を受賞[93]。
- シングルモルト仙台宮城峡12年 ※終売品 (1989年)
- ピュアモルトみちのく宮城峡 (東北地方限定) ※終売品 (1995年)
- シングルモルト仙台 ※終売品
- シングルモルト宮城峡
  - 発売開始は2003年。宮城峡蒸溜所のモルトのみを使用。2014年現在は15年・12年・10年がラインナップされる。
  - 2014年には12年がISC (インターナショナル・スピリッツ・チャレンジ) 金賞を受賞[注釈 5]。

- 竹鶴

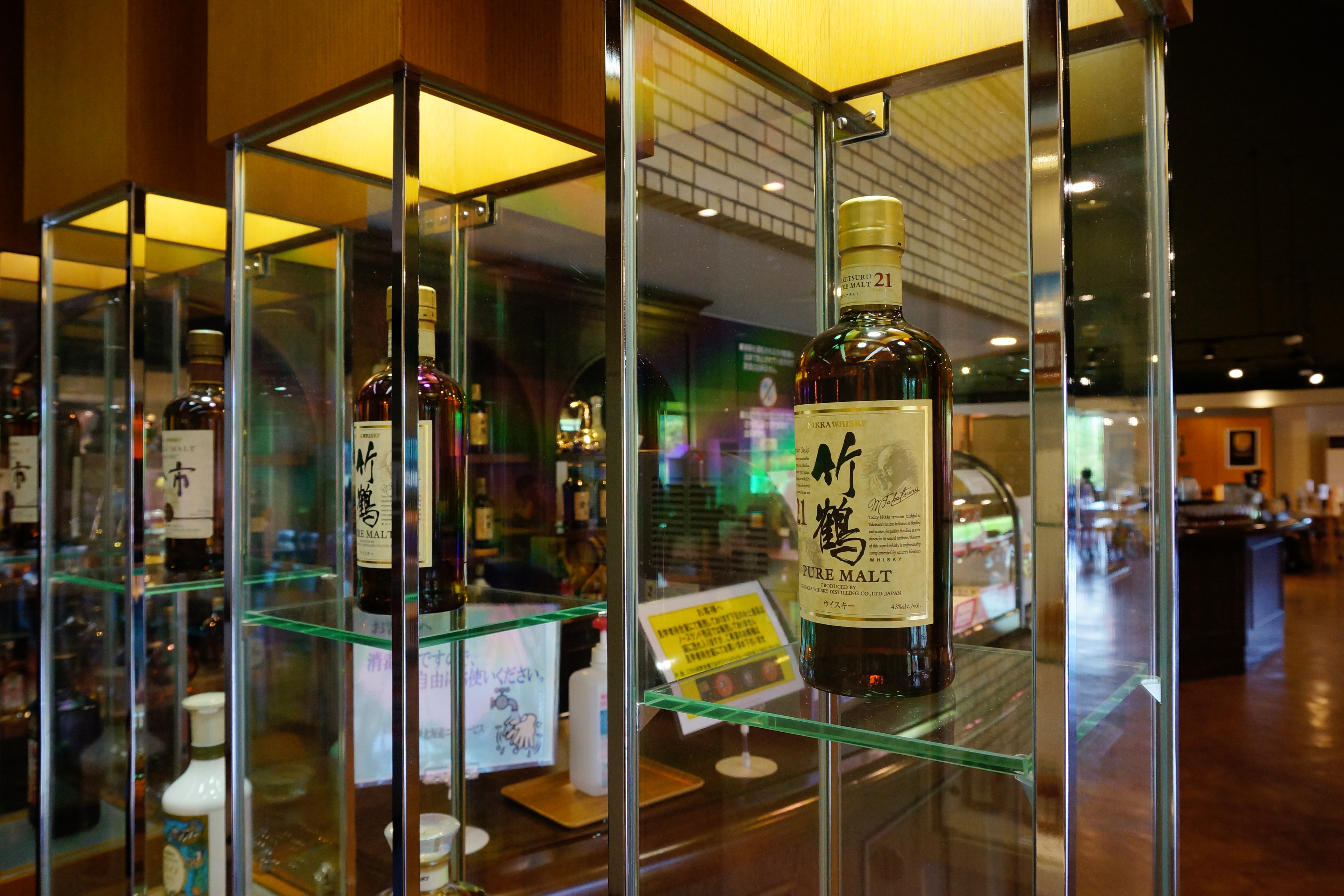
竹鶴

  - 発売開始は2000年。「ブレンデッドウイスキーのように飲みやすいピュアモルトウイスキーを」という発想の元、「竹鶴12年ピュアモルト」として誕生した商品である。
- ニッカ セッション
  - 2020年9月29日発売[94]。
- 北海道12年 ※終売品
- ピュアモルト ※終売品[95]
  - ピュアモルトブラック (1984年11月 – 2018年6月)
  - ピュアモルトレッド (1984年11月 – 2018年6月)
  - ピュアモルトホワイト (1987年6月 – 2015年8月)
  - 天狗オリジナルピュアモルト17年 ※終売品 - 居酒屋『天狗』 (テンアライド) 系列のプライベートブランド商品[96]。アルコール度数が50度と、一般製品のピュアモルト (43度) よりやや高めになっている。
  - ピュアモルト北海道 (1982年 – 2010年)
  - ピュアモルト北原酒15年 (1989年11月 – 1995年)
  - ピュアモルト21年バカラ・クリスタル・デキャンター (1990年 – ?)
  - ピュアモルト25年ロイヤル・コペンハーゲン・デキャンター (限定品) (1990年11月)
  - ピュアモルトシェリー樽熟成 (1991年7月 – 1998年1月)
  - ザ・ニッカウヰスキー ピュアモルト35年 (限定品) (2004年9月)[97]
- スーパーニッカ原酒 ※終売品

#### グレーンウイスキー
- ニッカカフェグレーン
  - かつては蒸溜所限定販売だったが、2012年9月より欧州で販売開始し、2013年6月に日本国内でも発売した[98]。なお日本向けと欧州向けは当初容量が異なっていた[98]が、2014年に統一された。
- ニッカカフェモルト
  - 2013年12月に欧州で発売し、2014年に日本でも販売開始。「モルト」と名前が付いており、原料こそ大麦だがカフェ式連続式蒸溜機で蒸留を行っているため、ニッカウヰスキー及びアサヒビールのサイトではグレーンウイスキーと同列に扱っている。

#### シングルカスクウイスキー
樽での熟成を終えたモルトウイスキーをそのまま瓶に詰めたもの。
- シングルカスク余市
- シングルカスク宮城峡

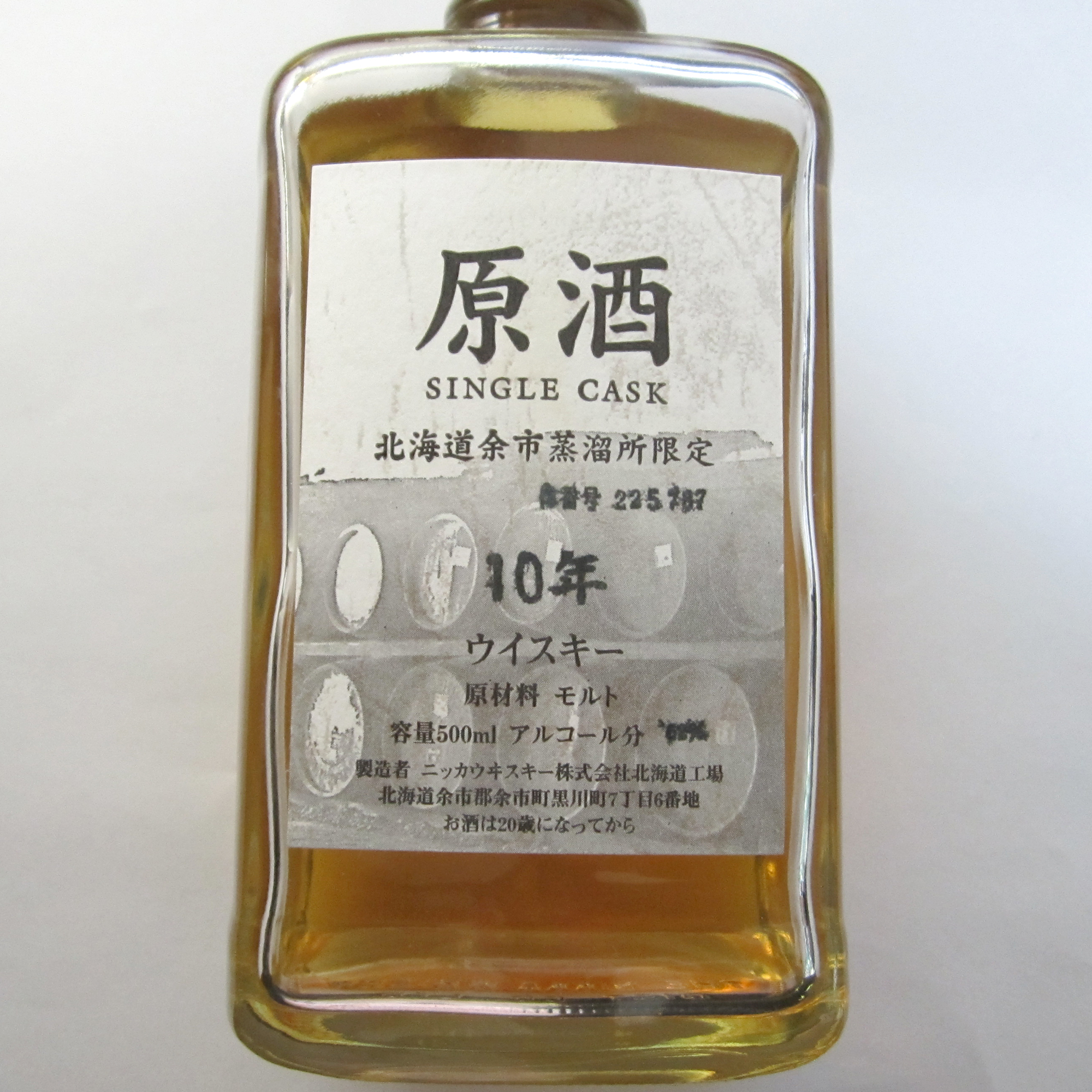
シングルカスク 余市10年

蒸溜所やインターネットでの数量限定販売となる「シングルカスク 余市」「シングルカスク 宮城峡」はウイスキーマガジン主催のウイスキーテイスティングで高い評価を得ている。
シングルカスクウイスキーとは、1つの樽から取り出してそのままボトルに詰めたウイスキーで、そのため樽によって個性が異なり、アルコール度数も約60% (普通に売られているウイスキーは約40%) になる。1つの樽からとれるウイスキーも限られることから市場にはあまり出回らない。
また、余市と仙台の各蒸溜所で使用されている蒸溜器の違いから、余市のシングルカスクは力強く、仙台のそれは柔らかくまろやかである。
ニッカでは下記の4種類の樽を使用して熟成させており、それぞれが独特な個性を引き出しているため、シングルカスクではその違いを楽しむことができる。
- 新樽 (ホワイトオーク材を使用した新品の樽)
- 活性樽 (一度熟成に使用した新樽の内面を再度焦がした樽)
- バーボン樽 (バーボン・ウイスキーの熟成に使用した樽)
- シェリー樽 (シェリー酒の熟成に使用した樽)

以前、蒸溜所限定で樽詰前の「原酒 未貯蔵」が販売されていたが、販売終了となり入手することは不可能となった。

##### 十年浪漫倶楽部 余市 (企画終了)
会員を募り、会員名が記載された樽に北海道工場製のモルトを詰め、10年間貯蔵した後、シングルカスクウイスキーとして会員に配送する企画。現在は募集終了。1樽に対する会員数は60名。会員はネット上で自分の樽の様子を見ることができ、北海道工場見学時に実物を見ることができる。入会時にはスターターキットが送られ、5年後に1本、10年後に2本のウイスキーが送られてくる。また、メッセージを登録することで、10年後にタイムカプセルメッセージとして登録したメッセージがウイスキーと共に送られてくる。このため成人や結婚式などの人生の節目において会員となるケースが多々あった。
- 募集開始:2002年 (平成14年) 1月21日[100]
- 募集終了:2009年 (平成21年) 12月31日
- 入会金:31,500円[100]
- 配布物
  - 入会時
    - 会員証[100]
    - 樽詰め前の未貯蔵モルトウイスキー (180 ml) 1本[100]
    - 10年アルバム[100]
    - 余市蒸溜所や製造工程を説明するビデオテープ[100] (後にDVDも同梱[101])

  - 5年後
    - 5年貯蔵シングルカスクウイスキー (750 ml) 1本[100]

  - 10年後
    - 10年貯蔵シングルカスクウイスキー (750 ml) 2本[100]

  - 入会後毎年
    - 蒸溜所 季節の便り[100]

#### 水割りウイスキー
- ブラックニッカクリア&ウォーター
- スーパーニッカ&ウォーター

#### 缶ハイボール
ウイスキーベースでは、日本における狭義のハイボールで酒税法上の水割りウイスキー (発泡性) ①と、ハイボール本来の定義に含まれるリキュール (発泡性) ① (後述) の2品目を製品化しているが、自社生産は終了した。なお、ウイスキーベース以外のハイボールとしてチューハイなどを製造していた。(後述)

##### 製造委託品
- ブラックニッカ クリアハイボール (2011年 – 2015年,2015年4月7日 – ) - 品目：水割りウイスキー (発泡性) ①
- ブラックニッカ ハイボール香る夜 (2018年4月3日 – ) - 品目：水割りウイスキー (発泡性) ①[103]

##### 終売品
- 竹鶴プレミアムハイボール ※終売品 (2011年11月8日 – 2014年11月, 2015年4月7日 – ?) - 品目：水割りウイスキー (発泡性) ①
- 竹鶴ハイボール ※終売品 (2014年12月2日 – 2015年3月28日出荷分までの期間限定) - 品目：水割りウイスキー (発泡性) ①

### ブランデー

#### アップル・ブランデー

##### 現行品
- ニッカブランデー X.Oデラックス "白" - 660 ml
- ニッカブランデー X.O "白" - 660 ml
- ニッカブランデー V.S.O.P "白" - 50 ml、720 ml
- ニッカアップルブランデー弘前 - 500 ml (青森県限定)

##### 終売品
- ニッカアップルブランデーリタ30年 - 700 ml 約1,000本限定

#### ブドウ・ブランデー

##### 現行品
- ニッカブランデー X.Oデラックス - 660 ml
- ドンピエール V.S.O.P - 660 ml
- ドンピエール V.S.O - 640 ml、1920 mlペットボトル、2.7 Lペットボトル、4 Lペットボトル
- 竹鶴秘伝X.Oデラックス - 700 ml (中国地区限定)

##### 終売品
- ドンピエール X.O (? – 2018年) - 660 ml
- ニッカブランデー X.O (? – 2015年8月) - 660 ml
- ニッカブランデー V.S.O.Pデラックス (? – 2015年8月) - 660 ml
- ニッカアランビック - 700 ml[104]
- ニッカブランデー X.O "黒" - 660 ml

### 甘味果実酒
- ニッカアップルワイン (1938年 – ) - モンドセレクション金賞受賞 (1978年)
- ニッカアップルワインソフト ※終売品 (? – 2000年)
- ニッカアップルワインりんごの森 ※終売品
- ニッカ健美酒林檎 ※終売品 (2001年4月1日 – ?)
- ニッカラベンダーワイン ※終売品 (2001年4月1日 – ?) - ラベンダー使用
- ニッカはまなすワイン ※終売品 (2001年4月1日 – ?) - ローズヒップ使用
- ニッカプルーンワインJA新いわて ※終売品 (2001年4月1日 – ?) - JA新いわて (旧松尾村 (岩手県)、現八幡平市) 産プルーン使用
- ニッカブルーベリーワインJA島守 ※終売品 (2001年4月1日 – ?) - JA島守 (旧南郷村 (青森県)島守地区、現八戸市) 産ブルーベリー使用
- いわて松尾村からのたより プルーンワイン (OEM)
- 南郷の森・ブルーベリー・ワイン (OEM)

ニッカウヰスキー弘前工場では、東北地方を中心に市町村・JAなどの協力を得て60種以上の「地ワイン」を生産していた。

### 果実酒

#### シードル

##### 現行品
- ニッカシードル・スイート (1985年 – )[106] - インターナショナル・サイダー・チャレンジ（英語版）2014銀賞受賞 / 同2015銅賞受賞
- ニッカシードル・ドライ (1985年 – )[106] - インターナショナル・サイダー・チャレンジ2014銀賞受賞/ 同2015銀賞受賞
- ニッカシードル・ロゼ (1990年 – )[107] - 毎年9月 – 3月の季節限定 (北海道は通年販売)、 インターナショナル・サイダー・チャレンジ2015銀賞受賞
- ニッカシードル 紅玉リンゴ (2008年 – ) - 毎年3月 – 6月の季節限定[108][109]
- ニッカシードル サマースパークリング ふじリンゴ (2011年 – ) - 6月 – 8月の季節限定[110]
- ニッカシードル ヌーヴォスパークリング (2014年11月 – ) - 国産つがるリンゴ100%、11月 – 翌年1月の季節限定[111]

##### 終売品
- つがるリンゴ使用製品 (冬季限定)
  - ニッカシードル ウインタースパークリング“つがるリンゴ” (2011年 – 2013年11月 – 2月末)[112][113][114]
  - ニッカシードル・スパークリングヌーヴォ2008-2010“つがるリンゴ” (2008年10月28日 – 2010年12月 (季節限定))[115][116][117]
  - ニッカシードル･スパークリングヌーヴォ2006-2007 (2006年10月30日 – 2007年12月 (季節限定))[118][119]
  - ニッカシードル･ヌーヴォ2005 (2005年11月5日 –  (予約受注制)) - 早生種つがるリンゴ使用[120]
- ニッカ シードル・紅玉リンゴ<50周年限定醸造> (2007年)[121]
- ニッカシードル・サマースパークリング (2006年 – 2007年 (夏季限定))[122]
- ニッカシードル缶 マイルド＆スイート (2005年 – ?)[123] - 250 ml
- ニッカシードル レゼルベ (1990年 – 2003年5月)[107][124]
- ニッカシードル 洋なしMix (1999年9月7日 – 2003年5月)[125][124]
- ニッカシードル サマーフレッシュ (2002年3月6日 – 9月 (季節限定))[126]
- ニッカクリアシードル (2001年5月16日 – ?)[127]
- ニッカシードル プルミエ (2000年9月7日 – ?)[128]
- ニッカシードル スターキングデリシャス (1998年11月 – ? (季節限定))[125]
- ニッカフレッシュシードル (1991年 – ?)[35]
- ニッカシードルグリーンボトル (1972年 – ?)[129]
- 朝日シードル/ニッカシードル (1957年 – 1965年)[130]

### ワイン
- エヌ・ワイ・ブイ（Ｎ．Ｙ．Ｖ．） - ニッカ余市ヴィンヤードで生産される日本ワイン。
  - エヌ・ワイ・ブイ余市ケルナー
  - エヌ・ワイ・ブイ余市ピノ・ノワール
  - エヌ・ワイ・ブイ余市ピノ・ノワール スパークリング

### 焼酎
- SAZAN (旧酒税法分類：しようちゆう甲類)
  - 2004年発売。宮城峡蒸溜所に於いてカフェ式連続式蒸溜機で製造。
- 一番札 (旧酒税法分類：しようちゆう乙類。本格焼酎)
  - グループ会社であった徳島県鳴門市 (四国八十八箇所第一番札所霊山寺近隣) の畑酒類株式会社から引き継いだ商品で、柏工場で製造されている[131]。
- 源氏 (旧酒税法分類：しようちゆう甲類)
- どんなもん大 (旧酒税法分類：しようちゆう甲類) ※終売品

上記2銘柄は旭化成 (1992年以前は東洋醸造)から引き継いだ商品で柏工場で製造されている。旭化成・東洋醸造時代には旧東洋醸造の本社工場だった大仁酒類工場 (静岡県田方郡大仁町：現・伊豆の国市。現在の旭化成ファーマ大仁医薬工場) で製造されていた。
- かのか (旧酒税法分類：甲・乙混和焼酎。麦・米・芋の3種類)
- 玄海 (旧酒税法分類：しようちゆう乙類。本格焼酎。麦、蕎麦の2種類)
- 大五郎 (旧酒税法分類：しようちゆう甲類)
- ダイヤ (旧酒税法分類：しようちゆう甲類)
- まろやか (旧酒税法分類：しようちゆう甲類)

上記5銘柄は協和発酵工業 (現・協和キリン) から引き継いだ商品で、アサヒビールと協和発酵の合弁による「アサヒ協和酒類製造」門司工場で製造されていたが、2006年 (平成18年) 1月1日にニッカウヰスキーとアサヒ協和酒類製造が合併し、ニッカウヰスキーが製造権を引き継いだ。門司工場の製造ラインもニッカに引き渡されている（なおこの時、協和発酵より、サントネージュワイン社の保有株式の譲渡を受け、同社のワインの販売元となったことがある）。
また、ニッカ門司工場では前記の経緯もあって太宰府天満宮の御神酒も製造し、納入している。梅の実は天満宮で収穫し御祓いを受けたものを使い、これを焼酎のラインで梅酒として製造する。
- さつま司酒造の杜氏とニッカウヰスキーが特別に仕立てた芋焼酎 (旧酒税法分類：しようちゆう乙類)
  - リカーマウンテン数量限定販売商品。(2015年12月 – )
- ニッカウヰスキーが特別に仕立てたスモーキーな麦焼酎 ※終売品(旧酒税法分類：しようちゆう乙類)
  - ライフコーポレーションと共同開発。首都圏・関西圏限定販売商品。(2016年11月 – 2017年?月)
- ニッカ・ザ・麦焼酎 (旧酒税法分類：しようちゆう乙類) (2017年6月27日 – )

### リキュール

#### ボトル

##### 現行品
- 季節香るかのかシリーズ[135] - 720 ml
  - 大人のカシス (2015年6月9日 – ) / 和みのゆず (2015年9月1日 – ) / ホッとハニージンジャー (2015年10月20日 – 2016年1月、以降期間限定) / 太陽のライチ (2016年3月1日 – )
- フォションティーリキュール - 500 ml (2006年5月17日 – )[136]、180 ml (2008年3月4日 – )[137]
- チューハイハイリキレモン びん - 1000 ml, 300 ml (2002年9月 – ) 品目：リキュール(発泡性)①[138][139][140]

##### 終売品
- 一番札リキュールシリーズ[141] - 500 ml
- -すだち酎 (? – 2015年8月) / かぼす酎 (? – 2015年8月) / しそ酎 (? – 2011年10月頃)[142] / うめ酎 (? – 2004年中頃)[143] / れもん酎 (? – 2004年中頃)[143]
- トロピカルフルーティリキュールシリーズ (2003年7月 – 2015年8月)[144][145][146][147][148]
  - マンゴスティーナ (200 ml, 500 ml) / パイナップリーナ (200 ml, 500 ml) / アガイティーダ (500 ml)
- ハイニッカリキュール (1994年10月 – 1999年3月)
- ニッカ アクアトニック (2000年6月 – ?)[149]
- ニッカ アクアピーチ (2001年5月 – ?)
- ラム&ライほろよかブレンド (1992年 – 2013年)

#### 缶ハイボール

##### 製造委託品[102]
- ニッカ淡麗辛口ハイボール (2018年7月18日 – ) - 品目：リキュール (発泡性) ①[150]
- レモン味のニッカハイボール爽やかレモン (2016年3月29日 – ) - 品目：リキュール (発泡性) ①[151]

##### 終売品
- ニッカハイボール (2015年4月7日 – ) - 品目：リキュール (発泡性 )① (レモン果汁・糖類等を含むため)
- ニッカハイボール期間限定アイスコーラ (2015年6月2日 – ) - 品目：リキュール (発泡性) ① (コーラ・糖類等を含むため)
- ニッカハイボール期間限定ゴールデンパイナップル (2015年7月28日 – ) - 品目：リキュール (発泡性) ① (パイナップル果汁・糖類等を含むため)
- ニッカハイボール期間限定余市りんご (2015年10月20日 – 12月末) - 品目：リキュール (発泡性) ① (リンゴ果汁を含むため)
- ブラックニッカ期間限定クールハイボール (2015年6月2日 – ) - 品目：リキュール (発泡性) ① (食物繊維・糖類等を含むため)
- ブラックニッカ ハイボール (2011年 – 2015年) - 品目：リキュール (発泡性) ① (レモン果汁・糖類等を含むため)
- リタハイボール (2014年12月2日 – 2015年3月28日出荷分までの期間限定) - 品目：リキュール(発泡性)① (リンゴ果汁・糖類等を含むため)

#### 缶チューハイ
酒税法上のリキュール (発泡性) ①とスピリッツ (発泡性) ① (後述) の2品目を製造していた。
ハイリキと旬果搾りは、旭化成 (1992年以前は東洋醸造) が製造・発売していた商品だったが、2002年 (平成14年) に旭化成が酒類事業から撤退。アサヒビールが発売を引き継ぎ、ニッカウヰスキーが製造していた。

##### 製造移管品
- ハイリキ
- アサヒハイリキ ザ・スペシャル (一部)
- アサヒ旬果搾り
- アサヒ果実の瞬間

##### 終売品
- アサヒ旬果搾りナチュリア - 旧酒税法表示リキュール類

#### カクテル
缶チューハイ・缶カクテルの一部商品は、アサヒ飲料の工場でも製造されている。

##### 現行品 (新酒税法品目：リキュール)
- カクテルコンクシリーズ (業務用)[152]
  - 果実の酒 - 1800 mlペットボトル
    - 林檎酒 / みかん酒 / いちご酒 / さくらんぼ酒 / 洋梨酒 / 柚子酒 / グレープフルーツ酒 / ざくろ酒 / 梅酒 / ライチ酒 / ゆずれもんはちみつ酒 (2008年5月 – ) / マンゴー酒 (2015年初頭 – )

  - 果実の酒 - 500 mlびん：梅酒
  - ザ・バーテンダー - 1800 mlペットボトル
    - ジン・トニック / モスコー・ミュール / ブルー・ハワイ・ソーダ / スクリュードライバー / ソルティ・ドッグ / スイートカシス / モヒート

##### 製造移管品 (新酒税法品目：リキュール)[102]
- アサヒカクテルパートナー - 缶入り

##### 終売品 (旧酒税法分類：リキュール類)
- カクテルコンクシリーズ (業務用)[153][154]
  - 果実の酒 - 1800 mlペットボトル
    - すいか酒 / 巨峰酒 (? – 2010年初頭) / りんごしょうが酒 (2008年5月 – 2010年初頭) / カシス梅酒 (2008年5月 – 2010年末) / 桃花水 (? – 2015年初頭) / 杏酒 (? – 2015年中頃)

  - 果実の酒 - 500 mlびん:林檎酒 (? – 2010年初頭)、杏酒 (? – 2010年初頭)、桃花水 (? – 2012年初頭)
  - ザ・バーテンダー (? – 2010年末頃) - 1800 mlペットボトル
    - ジン・フィズ / ジン・ライム / シンガポール・スリング / グァバ

  - ザ・バーテンダー (? – 2014年末頃) - 1800 mlペットボトル：カシスソーダ
- ブラッククリア ゆずはちみつソーダコンク
- ブラッククリア 梅ソーダコンク
- ニッカ ザ・カクテル (1994年10月20日 – ?) - 200 mlびん[155][156]
  - 本格カクテルシリーズ
    - ジン・トニックピュアライム / モスコー・ミュールピュアライム / ブルー・マルガリータピュアライム

  - フルーツ果汁シリーズ
    - アップル / レモネード / 梅 / マンゴー / サングリア / アセロラ
- ウイスキーの自由 (1994年2月8日 – ?)[157]
  - コリンズ - 250 ml缶
  - バック - 250 ml缶

### スピリッツ / ニュースピリッツ
☆印はニュースピリッツ

#### ボトル

##### 現行品
- ニッカジンスパイア(2022年9月13日発売)
  - 43° - 700 ml
- ニッカカフェジン(2017年6月27日発売[158])
  - 47° - 700 ml
- ニッカカフェウォッカ(2017年6月27日発売)
  - 40° - 700 ml
- ウヰルキンソン・ウォッカ[159]
  - 50°- 720 ml
  - 40°- 300 ml、720 ml、1920 mlペットボトル
- ウヰルキンソン・ジン[160]
  - 47.5°- 720 ml
  - 37°- 300 ml、720 ml、1920 mlペットボトル
- ハイリキプレーン - 1000 ml, 300 ml (2002年9月 – ) 品目：スピリッツ(発泡性)①[138]

##### 終売品
- ホワイトニッキー (1989年8月 – 1995年?)☆
- ゴールドニッキー (1989年8月 – 1995年?)☆
- コネクションラム&ライ (1989年11月 – 1993年3月)☆

#### 缶チューハイ

##### 製造移管品[102]
- - アサヒハイリキ ザ・スペシャル (一部)
  - アサヒSlat (すらっと)
  - かのか焼酎ハイボール

### ソフトドリンク

#### 現行品
- アサヒシロップ - 600 mlびん
  - グレープフルーツ果汁入り (2012年3月頃 – ) / シークァーサー (2006年末頃 – ) / カシス
- アサヒシロップ - 1000 ml紙パック
  - ライム果汁入り / レモン果汁入り / 青リンゴ果汁入り / 梅果汁入り / 巨峰果汁入り

#### 終売品
- ニッカ林檎汁 (1935年4月 – 1937年9月)[161]
- ニッカ甘味林檎汁 (1937年 – 1937年9月)[162]
- 百華濃縮林檎汁
- 百華濃縮グレープジュース
- 百華濃縮オレンヂジュース
- ニッカアップルジュース (1973年4月 – ?)[35]
- ニッカアップル (1976年2月 – ?)[35]
- ニッカシロップ[163] - 600 mlびん
  - 桃 / 青りんご / 梅 / 巨峰 / ライチ / スイートレモン / グレナデン / ニッカレモン / ニッカライム
- アサヒシロップ[164] - 600 mlびん
  - 桃 ( – 2013年5月頃) / 青りんご ( – 2013年5月頃) / 梅 ( – 2013年5月頃) / 巨峰 ( – 2013年5月頃) / ライチ ( – 2013年6月頃) / スイートレモン ( – 2013年5月頃) / グレナデン ( – 2013年5月頃) / 樽ハイ倶楽部 レモン味シロップ (? – 2008年2月頃) / グレープフルーツ ( – 2012年3月頃) / レモン ( – 2012年3月頃) / ライム ( – 2012年3月頃) / ゆず (2006年末頃 – 2013年5月頃) / レモン果汁入り (2012年3月頃 – 2013年5月頃) / ライム果汁入り (2012年3月頃 – 2013年5月頃)

## ブランディング

### キング・オブ・ブレンダーズ

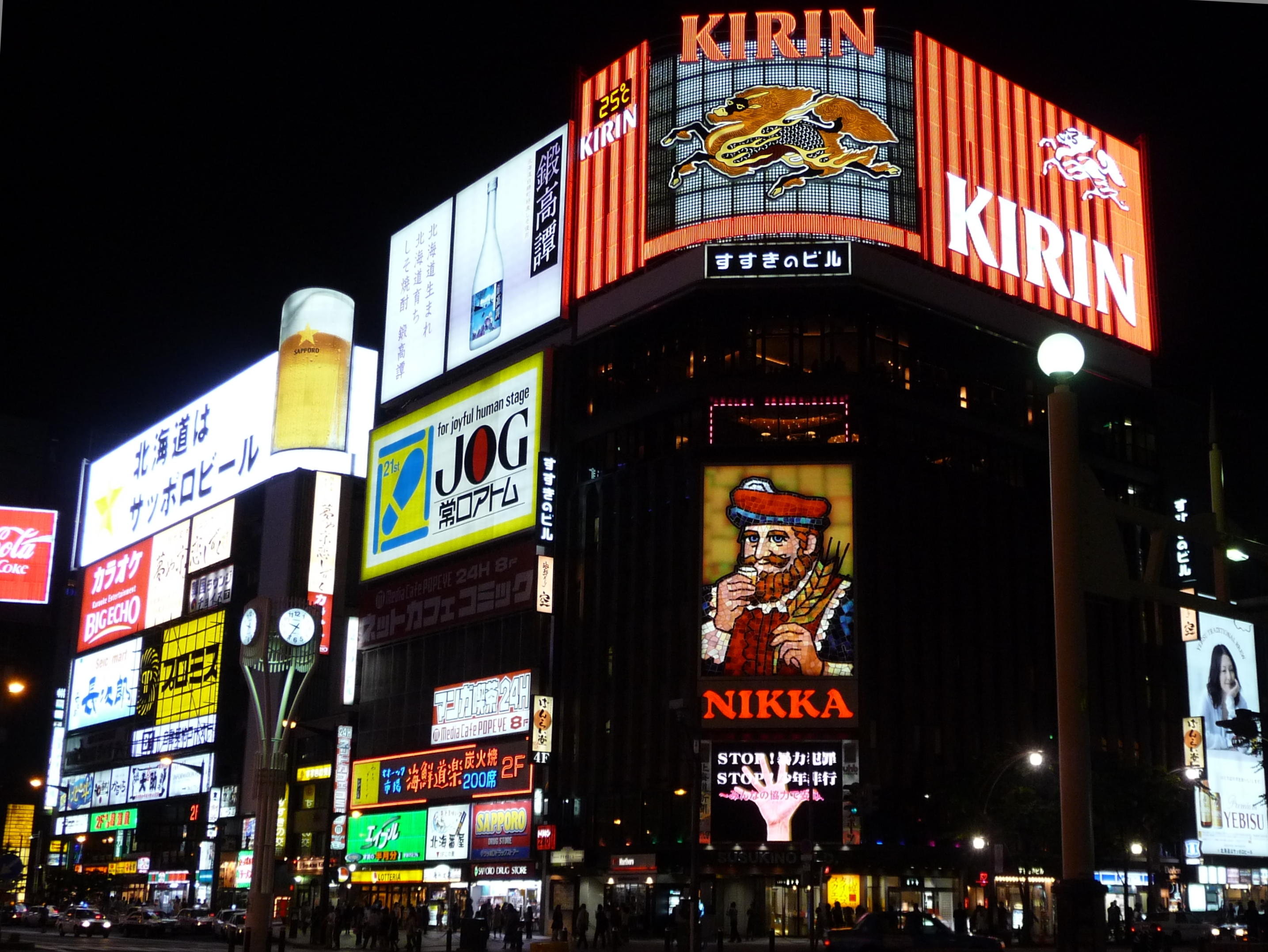
札幌市すすきの交差点の、ニッカの大看板

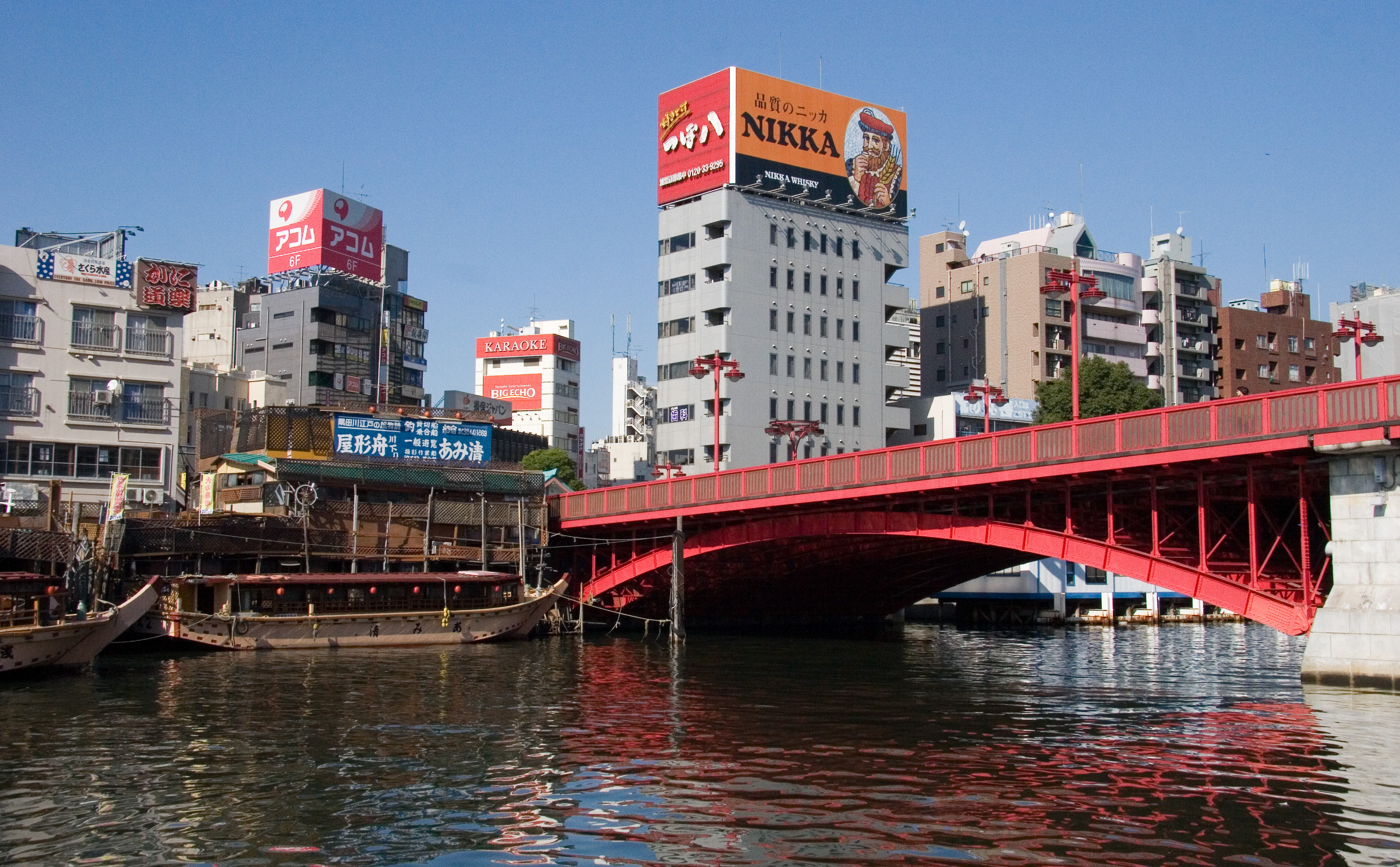
吾妻橋（西岸＝台東区・浅草駅方面）の、ニッカの看板
（この対岸にはアサヒグループホールディングスがある）

左手に大麦の穂を、右手にウイスキーのテイスティング用グラスを持つ男は、事実上、ニッカのアイコンになっている。
原型は戦前に作成され、これを使用したボトルを製造したが、不良品が多く製品化はされなかった。戦後、デザインを修正して「角瓶ニッカ」 (1963年) の外箱、「黒角ニッカ ポケット壜」 (1964年) のラベル、そして新「ブラックニッカ」 (1965年) のラベルで使用され、その後も数種のニッカ製ウイスキーのラベルに印刷され続けている。これは大高重治によるデザインとされている。
この男はウイスキー愛好家たちにはローリー卿と呼ばれ、17世紀の冒険家ウォルター・ローリーがモデルだといわれてはいるが、2代目マスターブレンダーの竹鶴威によれば、実際のモデルはよくわからないという。また別の説によれば、19世紀、ウイスキーのブレンドの重要性を説いたW・P・ローリー (William Phaup Lowrie) であるともいわれている。ニッカは「W・P・ローリー」であるとしている。
戦前のデザインでは、像は向かって右向きであったが、戦後に修正されたデザインでは左向きになった。変えられた理由も不明だが、当時の広告に左、右を向いた2種類のウイスキーのボトルの顔が向き合う写真が使われており、ディスプレイ上の理由で2種類作られたもののうち片方が残ったものと考えられる。
2014年に始まったニッカの公式Twitterにおいては、彼の語り （一人称は「わし」）で商品やキャンペーンの告知が行われている。

### エンブレム
ニッカ製ウイスキーには、一見イギリス風のエンブレムが描かれている。これは竹鶴政孝がスコットランドに留学したとき王室に献上するウイスキーのエンブレムからヒントを得てデザインを考えたものである。一見すると洋風なデザインであるが、左右一頭ずつ中央を向いているのは魔除けの印である狛犬、中央の兜は武芸を意味する山中鹿介が使用した兜、その下の「NIKKA」の文字周辺の模様は文化を表わす市松模様と、日本の伝統的なデザインを用いたエンブレムとなっている。

### CM出演者

#### 2024年8月現在
- 成田凌（ブラックニッカ クリア）2024年2月13日 –  ※WebCM限定

#### 過去
- ダークダックス 1954年 – 1959年頃 - ニッカウヰスキーの歌[173][174]
- 沢本忠雄（ハイニッカ、ブラックニッカ）1963年[175] - 日本のCMの手法（1965年）も参照
- （女性アナウンサー）1964年 - 「ニッカウヰスキーのふるさとは北海道余市」民放大会賞受賞ラジオCM[176]
- 北大路欣也（ホワイトニッカ） 1968年
- 越路吹雪（G&G白びん）1968年[177]
- 五代目春風亭柳朝（ブラックニッカ）
- 團伊玖磨（ブラックニッカ）
- 赤塚不二夫（G&G白びん） 1974年
- 室田日出男 （ヒゲのLびん） 1975年
- 川谷拓三 （ヒゲのLびん） 1975年
- ザ・ソウル・トレイン・ギャング（英語版） （黒の、50） 1975年 – 1976年
- 桃井かおり （ニッカアップルワイン） 1976年[35] - 演出：倉本聰
- オーソン・ウェルズ （G&G黒びん） 1976年 - BGM：第三の男のテーマ
- 男優二名 （お中元にニッカ） 1976年 - BGM：ニッカ「お中元」（美空ひばり）/作詩：伊藤アキラ[178]/作曲：いずみ進 （かとう哲也）
- ポール・アンカ （スーパーニッカ） 1977年
- 篠沢秀夫（クロカクニッカ） 1979年
- 多数の外国人（ニッカブランデーV.S.O.P"白"） 1970年代末 – 1980年代 - 「幸せいっぱいヨーロッパ」
- 草刈正雄 - 親会社・アサヒビールのCM（博多蔵出し）にも出演。
  - （ハイニッカ） 1978年 – 1981年 - BGM：ハイニッカオリジナルソング
  - （ハイニッカ） 1982年  BGM：泣いた数だけ幸せに (小林旭)
- 中村久美（ハイニッカ） 1979年 - 草刈正雄と共演。
- 谷村新司（スーパーニッカ） 1980年 - BGM：昴（谷村新司）
- 根津甚八（ ブラックニッカ） 1980年 - BGM：FAR AWAY （ダウン・タウン・ファイティング・ブギウギ・バンド）
- ロッド・スチュワート（黒の、50） 1982年
- トロイ・ドナヒュー（スーパーニッカ） 1982年 - BGM：Surf Side 6
  - 懐かしの海外ドラマを再現した「スーパーメモリーシリーズ」の一つ。『サーフサイド6』より。
- コニー・スティーブンス（英語版）（スーパーニッカ） 1982年 - BGM：Hawaiian Eye
  - 同じく「スーパーメモリーシリーズ」の一つ。『ハワイアン・アイ』より。
- キッドクレオール&ココナッツ（英語版） （黒の、50） 1983年
- C.W.ニコル（スーパーニッカ） 1983年 - BGM：And I Believe In You、Are You Receiving Me ?、蜉蝣、前兆（まえぶれ）（高橋幸宏）/ナレーション：滝田栄
- アポジー&ペリジー（マイルドニッカ） 1983年 - ロボットキャラクター/BGM：VOYAGER〜日付のない墓標（松任谷由実）
- 製品のみ（ニッカキングスランド） 1983年 - BGM：贈り物（樋口康雄）[179]
- ロイ・シャイダー（スーパーニッカ） 1984年 - BGM：?（樋口康雄）[179]/演出：林靖夫
- エルボウ・ボーンズ＆ザ・ラケッティアーズ（英語版） （黒の、50） 1984年 - BGM：?/ナレーション：金曜日眠るなどとは俗なこと/タイトル：十夜一夜都市
- アポジー&ペリジー （マイルドニッカ） 1984年 - ロボットキャラクター/声：下条アトム（アポジー）、戸川純（ペリジー）/BGM：月世界旅行（三宅裕司、戸川純）
- ヨーゼフ・ボイス（スーパーニッカ） 1985年 - BGM：ポエジー（加古隆）/ナレーション：私はおいしいウイスキーを知っています。
- 製品のみ （フロム・ザ・バレル） 1985年? - BGM：ポエジー（加古隆）/ナレーション：私はおいしいウイスキーを知っています。
- 白井貴子（ニッカシードル） 1985年 - BGM：CHECKしてしまった!!（白井貴子 & Crazy Boys[180]）
- キャスリーン・バトル
  - （スーパーニッカ） 1986年 - BGM：オンブラ・マイ・フ（キャスリーン・バトル） /演出：実相寺昭雄
  - （スーパーニッカ） 1986年 - BGM：In Trutina（英語版） （キャスリーン・バトル）/演出：実相寺昭雄
  - （ザ ブレンド オブ ニッカ） 1987年 - BGM：ポプラの林へ行ってきた （スペイン語版ウィキソース） （キャスリーン・バトル）/演出：実相寺昭雄
  - （ザ ブレンド） 1988年 - BGM：Care selve（英語版） （キャスリーン・バトル）/演出：実相寺昭雄
- 製品のみ （ニューブレンド・ハイニッカ） 1986年 - BGM：わたしを棄てたらこわいよ（内藤やす子）
  - 映像は大河内伝次郎主演無声映画『血煙高田馬場』を流用。
- 志水季里子（ニッカシードル） 1986年 - BGM：現代の女 （樋口康雄）[179]/ギター：直居隆雄/演出：実相寺昭雄
- 製品のみ （モルト&ライコネクション） 1987年 - BGM：?/ナレーション：新しいまろやかさには風と波のうねりを感じるのです。
- 中野良子（オールモルト） 1989年 – 1990年 - 「日々の贅沢楽しまなくっちゃね」「女房酔わせてどうするつもり?」
- ウッチャンナンチャン（ニッカコネクションラム&ライ） 1990年
- 水谷あつし（オールモルト） 1991年
- 田中美佐子（オールモルト） 1992年 - 「夜更かしはいくつになってもワクワクするわね」
- 外国人男優二名 （スーパーニッカ） 1992年 - BGM：ダンディズム （谷村新司）
- 石黒賢（ギルビージン・トニック） 1993年 - BGM：Finish!!（アン・ルイス）
- 櫻井淳子（ギルビージン・トニック） 1993年 - 同上
- 細川直美（スーパーニッカやわらかブレンド） 1995年
- 泉谷しげる（ニッカウヰスキーAT） 1996年
- りょう（ニッカウヰスキーAT） 1996年
- 稲垣吾郎（ニッカシードル） 1997年 - BGM：? （新居昭乃）
- 製品のみ （オールモルト） 1997年 - BGM：? （服部隆之）
- チャンバワンバ （スーパーニッカ） 1998年 - BGM：タブサンピング（チャンバワンバ）[181]
- Chocolat・片寄明人（ニッカシードル） 1998年
- 製品のみ（ブラックニッカ） 1999年 - BGM：熊蜂の飛行（樋口康雄）
- タイム・ファイブ （ブラックニッカクリアブレンド） 2001年 - BGM：夢で逢いましょう（タイム・ファイブ）[182]
- デニス・ガン （ニッカブランド） 2002年 – 2003年 - BGM：悲愴（デニス・ガンほか）[183]
- W・P・ローリー卿（ブラックニッカクリアブレンド） 2002年 - BGM：夢で逢いましょう（りりィ）
- 石川セリ （ブラックニッカクリアブレンド） 2003年 - BGM：夢で逢いましょう（石川セリ）[184]
- デニス・ガン （竹鶴17年ピュアモルト） 2004年 - BGM：悲愴（デニス・ガンほか）[185]
- ハナレグミ （ブラックニッカクリアブレンド）2004年 - BGM：夢で逢いましょう（ハナレグミ）[186]
- 村上ゆき （ブラックニッカクリアブレンド） 2005年 - BGM：夢で逢いましょう（村上ゆき）[187]
- 石田ゆり子（オールモルト） 2006年 - BGM：木蘭の涙（スターダストレビュー）/演出：宇恵和昭/「女房酔わせてどうするつもり?」
- 佐藤竹善 （シングルモルト余市） 2007年 - BGM：Amazing Grace[188]
- 松尾貴史（ブラックニッカ クリアブレンド） 2007年 – 2010年 - BGM：明日はどうだ（奥田民生）
- 久保田利伸（ブラックニッカ クリアブレンド） 2009年 – 2010年[189] - BGM：Soul Mate 〜君がいるから〜（久保田利伸）
- 吾妻豊（スーパーニッカ） 2009年 - BGM：Swingin' Time（鈴木雅之）
- 白田久子（スーパーニッカ） 2009年 - 同上
- 大泉洋（ブラックニッカ クリアブレンド/ ブラックニッカ クリア） 2010年5月 – 2012年12月
- 権藤朱実（ブラックニッカ クリア） 2012年 「やっぱりのっちゃう」篇/大泉洋と共演
- 伊勢谷友介（ブラックニッカ リッチブレンド） 2013年3月 – 2014年1月 [190]
- 香取慎吾（ニッカ ハイボール） 2015年4月 – 12月
- 玉山鉄二[注釈 8]（ブラックニッカ ディープブレンド / ブラックニッカ クリア / ブラックニッカ クリアハイボール缶 / ブラックニッカ リッチブレンド /ザ・ニッカ12年） 2015年6月 – 2018年1月
- 大泉洋（ブラックニッカ クリア） 2011年8月 – 12月、（ブラックニッカ ハイボール香る夜） 2018年4月 – 2019年 ※北海道限定放映
- ルパン三世（ブラックニッカ クリア） 2020年4月1日 – 5月31日[191] ※WebCM限定

他、昭和30年代前半までの「丸びんニッキー」CMでは、熊の人形を使ったCMが放送されていた。

### 提供番組
- ニッカハローハロークイズ (ニッポン放送) - 1954年7月 – ?[193]
- 題名のない放送 (新日本放送・現MBSラジオ) - 1955年 – ?
- クイズつきスリラードラマ"犯人は誰だ" (文化放送) - 1956年 – ?
- ヒッチコック劇場 - 日本テレビ時代は第2期初期まで一社提供 (1957年 – 1962年)。テレビ東京時代は筆頭スポンサー (1985年 – 1987年)。
- ニッカ木曜ワイドアワー (日本テレビ、一社提供) - 1959年4月 – 1960年9月
- 天覧試合 (巨人×阪神)(日本テレビ、一社提供) - 1959年6月25日。
- ダイヤモンドグローブスペシャル (フジテレビ、二社または複数社提供) - 1960年10月 – ?
- ダイヤル110番 (日本テレビ・よみうりテレビ、二社提供) - 1962年10月7日 – 1963年10月6日
- お茶の間寄席 (第1期)(フジテレビ) - 1969年4月 – 1969年9月 (19:45分枠時代)
- 3000万円クイズ (フジテレビ) - 1969年10月1日 – 1970年3月28日
- サンデーデラックスショー (日本テレビ、二社提供) - 1970年4月26日 – 1970年5月31日
- ゴールデン洋画劇場 (フジテレビ、筆頭協賛)
- SFドラマ 猿の軍団（TBS、複数社提供) - 1974年10月6日 – 1975年3月30日
- ハロー!スポーツ (日本テレビ、三社提供) - 1975年4月5日 – 1975年9月27日
- ニッカ・ゴルフアワー小松原三夫のゴルフ道場 (テレビ東京、一社提供) - 1975年10月5日 – 1989年9月24日
- オーソン・ウェルズ劇場 (朝日放送、筆頭協賛) - 1977年1月 – 1977年6月。オーソン・ウェルズ出演のCMが放送されていた。
- 沢田研二ショー (TBSテレビ、一社提供) - 1983年4月3日 – 1983年9月25日
- 天才・たけしの元気が出るテレビ!! (日本テレビ、複数社提供) - 1985年4月14日放送開始から1989年頃まで
- ニュースステーション (テレビ朝日、複数社提供)
- スーパーToday (HBCラジオ) - 1992年 – 1994年
- スペースJ (TBSテレビ、複数社提供) - 1993年10月13日 – 1996年9月11日
- ニッカラジオBAR竹鶴 (CBCラジオ、一社提供) - 2003年4月7日 – 2004年3月29日?[194]
- 〜日本のウイスキーの父〜 ラジオバー竹鶴 (南海放送ラジオ、一社提供(アサヒビール)) - 2015年2月7日 – 2015年2月28日/プレゼンター：藤田晴彦[195]

## ニッカとりんご
ニッカウヰスキーによれば、1935年発売の「日果林檎ジュース」は製品化された日本初の果汁100%リンゴジュースである。1970年代にも「ニッカアップルジュース」として発売されたが、2015年現在果汁100%ジュースの製造販売は行っておらず、余市蒸溜所内にあるニッカ会館の試飲会場で用意されるリンゴジュースはJAよいちが製造する「りんごのほっぺ」である。戦前の一時期生産されていたアップルゼリーやアップルソース、リンゴジャムなどを除くリンゴ関連製品は前述の弘前工場に段階的に引き継がれ、青森県産リンゴを使用したアップルワイン、アップルブランデー、シードル、りんごポリフェノールが製造されている。また2014年12月にはリンゴ果汁0.1%を使用した「リタハイボール」が期間限定で発売、2015年10月には「ニッカハイボール期間限定余市りんご」が発売される。なお、同系列メーカーのアサヒ飲料による「バヤリースアップル」(果汁10%) はチリ産、中国産、南アフリカ産のリンゴを、「バヤリース プレミアムセレクションふじりんご100」(果汁100%) はアメリカ産を使用している。

## 所在地

### 本社
旧本社

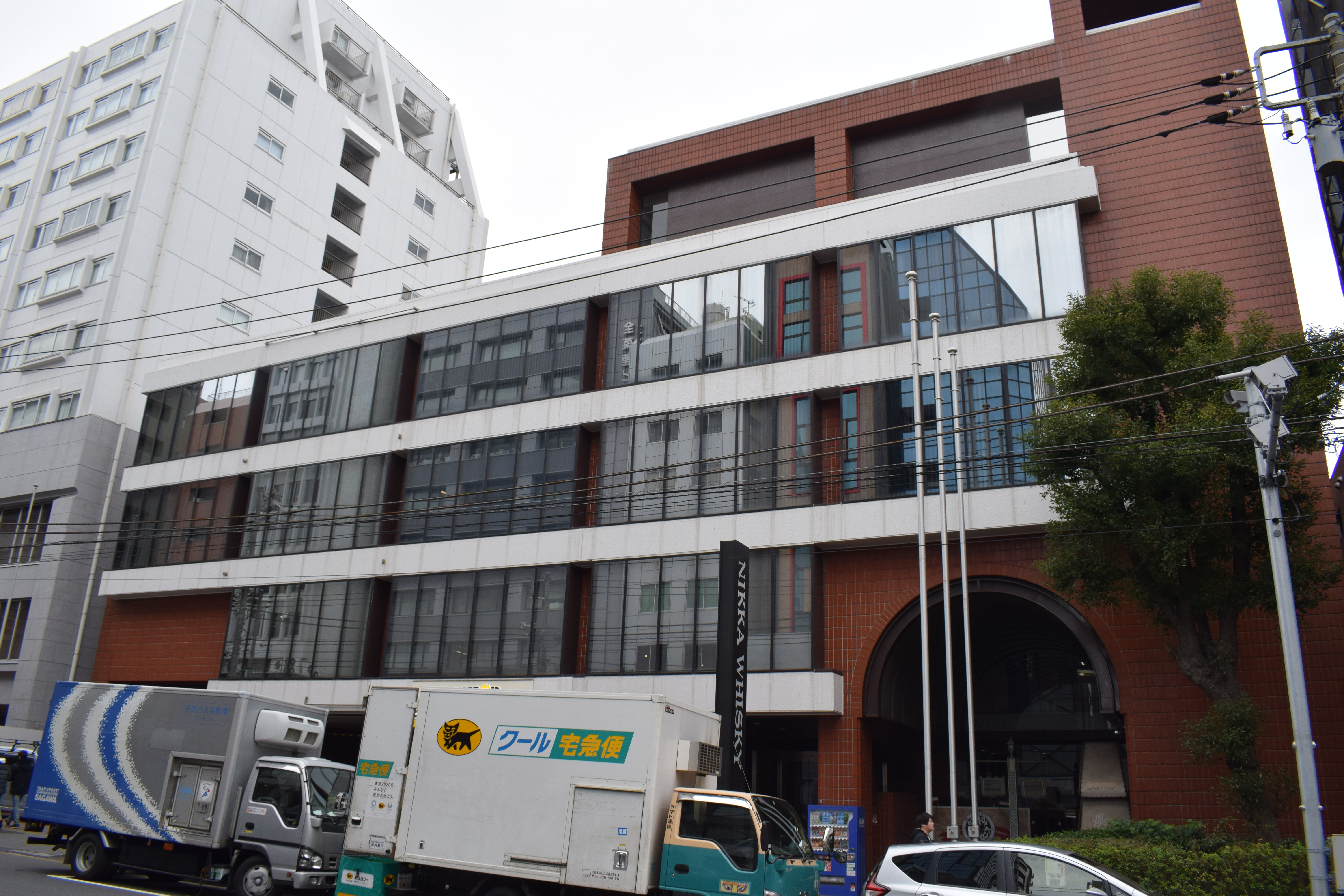
ニッカウヰスキー旧本社

- 東京都港区南青山5-4-31 (北緯35度39分42.5秒 東経139度42分50秒。骨董通り沿い)

本社ビルの地下1階にはかつては直営バーとして、現在は外部委託された「ブレンダーズバー」があり、ニッカのブレンダーの手によるオリジナルブレンドウイスキーや、ブレンド前のキーモルト、シングルカスクウイスキーなどが常時提供されているほか、テイスティングイベントも多く開催されていたが、2021年12月をもって閉店した。2024年より、アミューズの東京オフィスとして使用されている。
現本社・本店
- 本社 - 東京都墨田区吾妻橋1丁目23-1（北緯35度42分36.5秒 東経139度48分2.7秒、アサヒグループ本社ビル）
- 本店 - 北海道余市郡余市町黒川町7丁目6（北緯43度11分14.5秒 東経140度47分29.5秒、余市蒸溜所）

2022年8月1日付で本社をアサヒグループホールディングスと同じ東京都墨田区吾妻橋へ移転した他、登記上の本店所在地も同年9月1日付で北海道余市町の余市蒸溜所へ移転した。

### 工場

#### 日本
日本国内の工場は下記の7ヶ所だが、北海道工場と仙台工場はそれぞれ余市蒸溜所 (石炭を燃料とする直火焚きポットスチルを設置)、宮城峡蒸溜所 (ポットスチルは蒸気による加熱、また日本唯一、世界でも数少ないカフェ式連続式蒸溜機を設置) を併設しており、ニッカウヰスキーの中では重要な役割を持つ工場となっている。さらに仙台工場は、作並温泉地区において重要な観光スポットの1つであるため、住所が同社社名に因んで「ニッカ」と名付けられ、また、国道48号から同工場に至る途上の広瀬川に架かる橋も「ニッカ橋」と命名されている。工場は広瀬川と新川川に挟まれているが、新川川 (新川) がニッカワである偶然については「歴史」の項目も参照されたい。
この他、ニッカブランデー (ぶどう系、旧"黒"シリーズ) の原酒の一部はサントネージュワインの工場で生産される。

##### 稼働中

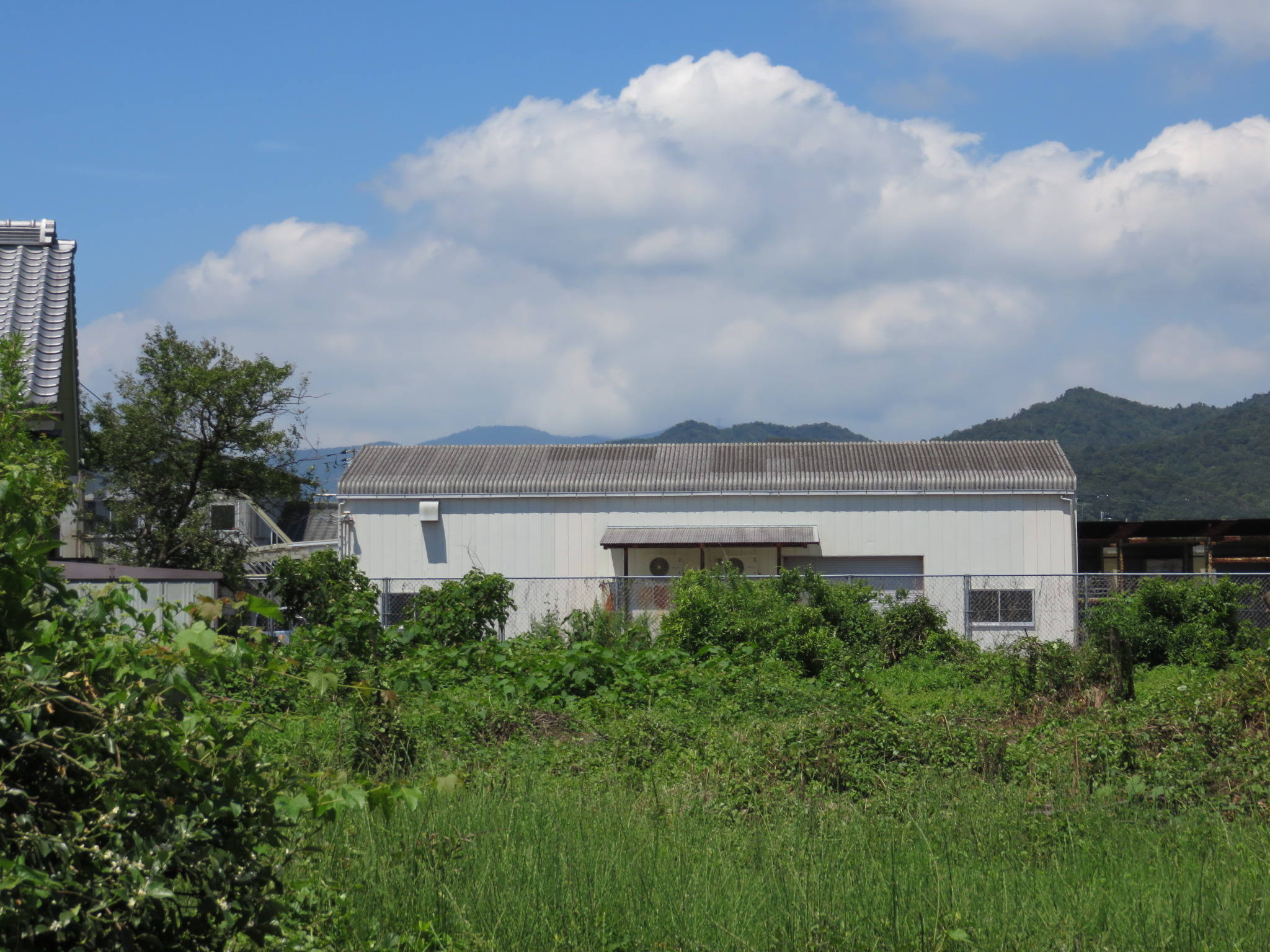
ニッカウヰスキー旧徳島工場
(2015年7月)

| 正式名称   | 愛称         | 開設年 | 所在地 (数値は概数)         | 所在地 (数値は概数)                    | 所在地 (数値は概数) | 所在地 (数値は概数) | 自社の評価 | 自社の評価 |
| 正式名称   | 愛称         | 開設年 | 住所                        | 位置                                   | 標高                | 気候区分            | 自社の評価 | 自社の評価 |
| ---------- | ------------ | ------ | --------------------------- | -------------------------------------- | ------------------- | ------------------- | ---------- | ---------- |
| 北海道工場 | 余市蒸溜所   | 1934年 | 北海道余市郡余市町黒川町7-6 | 北緯43度11分14.5秒 東経140度47分29.5秒 | 02 m                | 北海道気候          | ハイランド | 男性的     |
| 仙台工場   | 宮城峡蒸溜所 | 1969年 | 宮城県仙台市青葉区ニッカ1   | 北緯38度18分29秒 東経140度39分1.5秒    | 235 m               | 太平洋側気候        | ローランド | 女性的     |

- 弘前工場：青森県弘前市大字栄町2-1-1[218] (北緯40度36分57.5秒 東経140度27分53秒 / 北緯40.615972度 東経140.46472度)
- 栃木工場：栃木県さくら市大字早乙女1765[218] (北緯36度42分15.7秒 東経140度0分45.9秒 / 北緯36.704361度 東経140.012750度)
- 柏工場：千葉県柏市増尾字松山967[218] (北緯35度50分3.5秒 東経139度59分21.7秒 / 北緯35.834306度 東経139.989361度)
- 門司工場：福岡県北九州市門司区大里元町2-1[218] (北緯33度55分9.2秒 東経130度56分16.3秒。旧協和発酵→アサヒ協和酒類製造門司工場)。前身の鈴木商店記念館 (webサイト) に協賛。[219]
- さつま司蒸溜蔵：鹿児島県姶良市加治木町諏訪町200[218] (北緯31度44分21.48秒 東経130度40分6.54秒 / 北緯31.7393000度 東経130.6684833度)

##### 閉鎖
- 東京工場：東京都港区（1952年11月 – 1974年2月[220]） - 1967年6月、麻布工場に名称変更[55]。
- 九州工場：佐賀県鳥栖市（1965年5月 – 1989年6月[221]） - 大分県日田市へ移転[64]。
- 九州工場：大分県日田市[222]（1989年6月 – 1999年3月[223]） - 合理化等で廃止。設置されていた単式蒸溜器は天領日田洋酒博物館にて展示されている[224][出典無効][225][出典無効]。跡地は焼酎メーカー大手・三和酒類（いいちこ）の日田蒸留所として使われている[226]。
- 徳島工場：徳島県鳴門市（2001年4月 – 2003年8月[227]） - 明治創業のみりん製造蔵元である畑酒類（現・畑商店）との協業で、1989年から大麦焼酎「一番札」「鳴門っ子」「高印」の製造および瓶詰めを行っていた[228][131][229]。2001年に自社工場としたが、製造能力の頭打ちから2003年に柏工場へ移管し閉鎖[227]。
- 西宮工場：兵庫県西宮市津門飯田町2-118[218]（1959年9月 – 2024年3月[230]） - 仙台工場（宮城峡蒸溜所）へ設備を移設する1998年までウイスキーを製造していたが、その後はアサヒビールが飲食店向けに販売する「樽ハイ倶楽部」と「樽詰めハイボール」を生産していた[230]。
- 琉球ニッカウヰスキー株式会社 - 沖縄県那覇市（1962年11月[51] – 1998年12月） - アメリカ統治下の販売対策として設立しボトリングおよび営業を行っていたが、アサヒビール株式会社へ譲渡。現・沖縄アサヒ販売株式会社[231]。

ニッカが引き継ぐ前の旭化成は静岡県田方郡大仁町に自社工場を持っていた (前述)。

#### イギリス
- ベン・ネヴィス蒸溜所：スコットランド・インヴァネスシャイア・フォート・ウィリアム (北緯56度50分5.3秒 西経5度4分25.5秒 / 北緯56.834806度 西経5.073750度) - ベン・ネヴィス山 (スコットランド・ゲール語：Beinn Nibheis) はブリテン諸島の最高峰で、ハイランド南西部にある。標高は1,344 m。当蒸溜所はネヴィス山の北西麓のフォート・ウィリアムにあり、1989年にニッカウヰスキーが取得した[43]。